# Bầu cử tổng thống Hoa Kỳ 1912
Cuộc bầu cử tổng thống Hoa Kỳ năm 1912 là cuộc bầu cử tổng thống bốn năm một lần lần thứ 32, được tổ chức vào thứ Ba, ngày 5 tháng 11 năm 1912. Thống đốc Đảng Dân chủ Woodrow Wilson từ New Jersey đã đánh bại cả Tổng thống đương nhiệm Đảng Cộng hòa William Howard Taft lẫn cựu Tổng thống Theodore Roosevelt (người tranh cử dưới ngọn cờ của Đảng Cấp tiến mới thành lập) và ứng cử viên Đảng Xã hội chủ nghĩa Eugene V. Debs.
Roosevelt làm Tổng thống từ năm 1901 đến năm 1909 với tư cách là đảng viên Đảng Cộng hòa, và được người do ông ủng hộ, Taft, kế nhiệm. Thiên hướng bảo thủ của Taft ngày càng làm phật lòng Roosevelt, vì vậy ông đã đối đầu với Taft để tranh đề cử của đảng tại Đại hội toàn quốc Đảng Cộng hòa năm 1912. Khi Taft và các đồng minh bảo thủ của ông giành chiến thắng trong gang tấc, Roosevelt, cùng với các đảng viên cấp tiến ủng hộ mình, thành lập Đảng Cấp tiến và tham gia tranh cử với tư cách là đảng thứ ba. Tại Đại hội Đảng Dân chủ, Wilson đã giành được đề cử Tổng thống ở lần bỏ phiếu thứ 46, đánh bại Chủ tịch Hạ viện Champ Clark và một số ứng cử viên khác với sự ủng hộ của William Jennings Bryan và các đảng viên Đảng Dân chủ cấp tiến khác. Đảng Xã hội chủ nghĩa thì tái đề cử Eugene V. Debs.
Cuộc tổng tuyển cử đã bị Wilson, Roosevelt, Taft và Debs chi phối gay gắt. Cương lĩnh "Chủ nghĩa tân dân tộc" của Roosevelt ủng hộ các chương trình bảo hiểm xã hội, giảm thời gian làm việc xuống còn 8 giờ một ngày cũng như các quy định khắt khe của liên bang đối với nền kinh tế. Cương lĩnh "Tân Tự do" của Wilson ủng hộ cắt giảm thuế, cải cách ngân hàng và ban hành luật chống độc quyền mới. Đương kim Tổng thống Taft tham gia tranh cử trong một chiến dịch nhẹ nhàng với cương lĩnh "Bảo thủ tiến bộ" làm nòng cốt. Debs, người đang cố gắng thu hút sự ủng hộ cho các chính sách xã hội chủ nghĩa của mình, tuyên bố rằng Wilson, Roosevelt và Taft đều được các phe phái khác nhau trong các quỹ tín thác tư bản tài trợ, và rằng Roosevelt là một nhà mị dân sử dụng ngôn ngữ xã hội chủ nghĩa để hạ bệ chính các chính sách xã hội chủ nghĩa, mở đường cho các chính sách tư bản chủ nghĩa của mình.
Sự chia rẽ trong nội bộ Đảng Cộng hòa đã mở đường cho việc Wilson giành được 40 bang và một chiến thắng vang dội ở Đại cử tri đoàn với chỉ 41,8% số phiếu phổ thông, tỷ lệ phiếu bầu phổ thông thấp nhất của ứng cử viên chiến thắng kể từ năm 1860. Wilson là đảng viên Dân chủ đầu tiên giành chiến thắng trong cuộc bầu cử tổng thống kể từ năm 1892 cũng như là ứng cử viên tổng thống đầu tiên nhận được hơn 400 phiếu đại cử tri trong một cuộc bầu cử tổng thống. Roosevelt đứng thứ hai với 88 phiếu đại cử tri và 27% số phiếu phổ thông. Taft giành được 23% số phiếu bầu toàn quốc và giành chiến thắng cử tri đoàn ở hai bang Vermont và Utah. Debs, người về đích ở vị trí thứ tư, không giành được bất kỳ phiếu đại cử tri nào nhưng thu về 6% số phiếu phổ thông, tỷ lệ phiếu bầu cao nhất của một ứng cử viên Đảng Xã hội chủ nghĩa từng giành được trong lịch sử bầu cử tổng thống Mỹ. Đây là cuộc bầu cử Tổng thống gần đây nhất kể từ năm 1876, mà Đảng Dân chủ đề cử một Thống đốc đương nhiệm ra tranh cử.

## Bối cảnh
Tổng thống Đảng Cộng hòa Theodore Roosevelt đã từ chối tái tranh cử vào năm 1908 để thực hiện cam kết với người dân Mỹ là không tranh cử nhiệm kỳ thứ ba. Roosevelt đã chọn Bộ trưởng Chiến tranh William Howard Taft để trở thành người kế nhiệm, và Taft đã đánh bại William Jennings Bryan trong cuộc tổng tuyển cử năm 1908.

### Chia rẽ nội bộ Đảng Cộng hòa

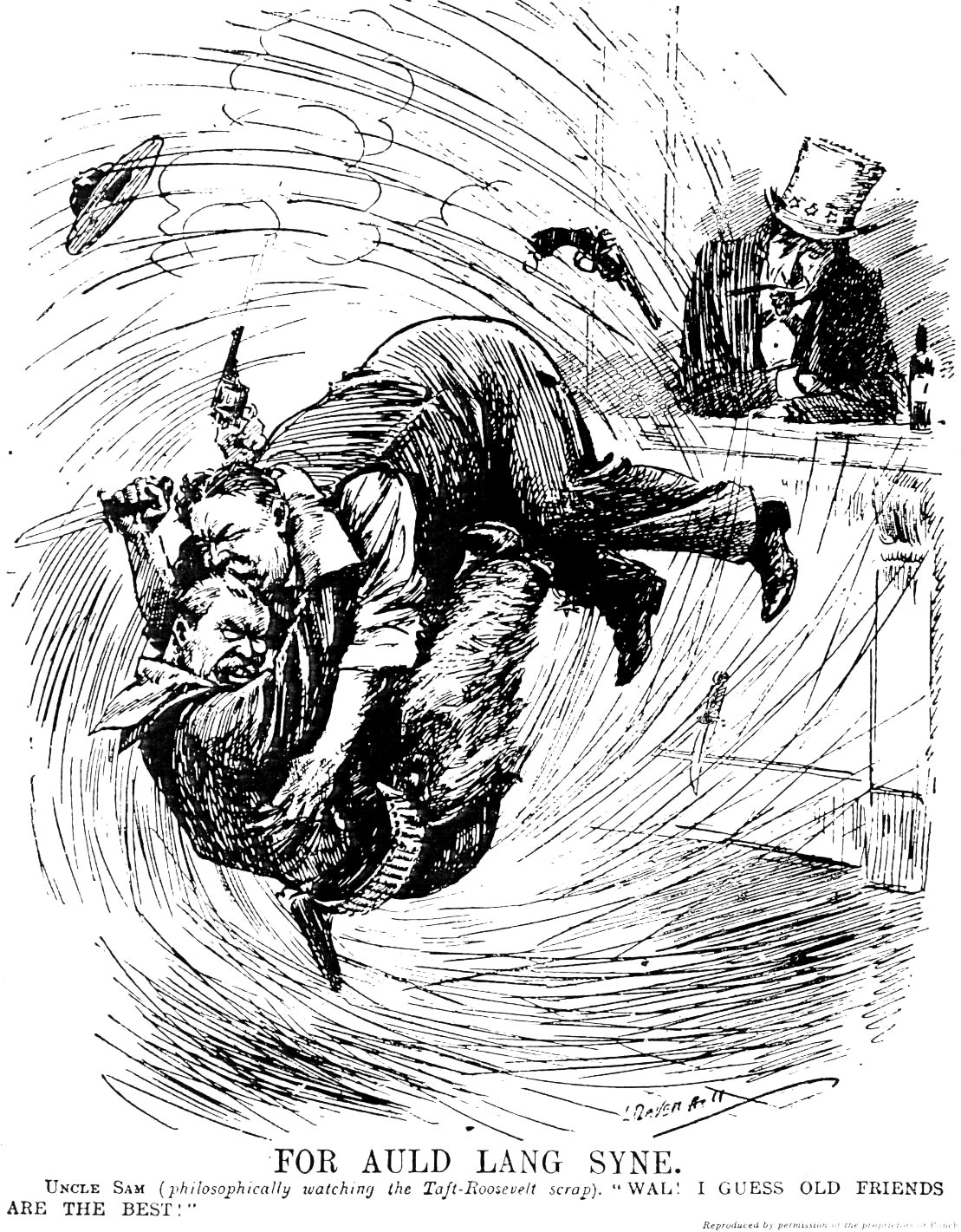
Phim hoạt hình Punch của Leonard Raven-Hill, mô tả sự chia rẽ giữa Taft và Roosevelt.

Trong thời gian Taft nắm quyền, rạn nứt đã xuất hiện trong mối quan hệ của Roosevelt và Taft, và họ lần lượt trở thành lãnh đạo của hai phe phái trong nội bộ Đảng Cộng hòa: phái Cấp tiến do Roosevelt lãnh đạo và phái Bảo thủ do Taft lãnh đạo. Phái cấp tiến ủng hộ hạn chế lao động đối với phụ nữ và trẻ em, thúc đẩy bảo tồn thiên nhiên và có thiện cảm hơn với công đoàn. Họ cũng ủng hộ bầu cử trực tiếp các thẩm phán liên bang và tiểu bang thay vì Tổng thống hoặc Thống đốc bổ nhiệm. Phái bảo thủ ủng hộ áp thuế cao để khuyến khích sản xuất trong nước, đồng thời ủng hộ các lãnh đạo doanh nghiệp thay vì các liên đoàn lao động và nhìn chung phản đối bầu cử trực tiếp đối với các thẩm phán.

#### Chính sách của Taft
Những rạn nứt trong đảng bộc lộ rõ nhất khi Taft ủng hộ Đạo luật thuế quan Payne–Aldrich vào năm 1909. Đạo luật tạo điều kiện lớn cho vùng Đông Bắc công nghiệp và khiến vùng Tây Bắc và Nam tức giận, nơi có nhu cầu giảm thuế rất lớn. Điều này trái ngược với lời hứa của Taft vào đầu nhiệm kỳ rằng ông sẽ ủng hộ giảm thuế, dù thực tế chủ nghĩa bảo hộ mậu dịch đã là chính sách cốt lõi của Đảng Cộng hòa kể từ khi mới thành lập.
Taft cũng phản đối chính sách chống độc quyền của Roosevelt. Sự phân biệt của Roosevelt đối với "quỹ tín thác tốt" với "quỹ tín thác xấu" đã nhận về vô vàn chỉ trích.  Taft thì lập luận rằng tất cả các công ty độc quyền phải bị giải tán. Taft cũng sa thải nhà bảo tồn nổi tiếng Gifford Pinchot khỏi vị trí Cục trưởng Cục Kiểm lâm vào năm 1910. Đến năm 1910, sự chia rẽ trong đảng ngày càng lớn hơn, Roosevelt và Taft quay lưng lại với nhau bất chấp tình bạn cá nhân của họ. Vào mùa hè năm đó, Roosevelt bắt đầu chuyến công du diễn thuyết toàn quốc, trong đó ông vạch ra triết lý cấp tiến của mình và đề xướng cương lĩnh Chủ nghĩa Tân Dân tộc trong một bài phát biểu ở Osawatomie, Kansas, vào ngày 31 tháng 8.

#### Quyền lực của Tòa án và Cải cách tư pháp
Một nguồn gốc khác cho sự căng thẳng này còn liên quan đến thẩm quyền của Tòa án, đặc biệt là Tòa án Tối cao. Ngay từ năm 1910, Roosevelt đã bắt đầu chỉ trích một số quyết định của tòa án, chẳng hạn như vụ Lochner kiện New York (1905), và những luật gia mà ông gọi là “thẩm phán hóa thạch”. Ông tin rằng Tòa án Tối cao đang cố gắng giải thích một cách luồn lách nhằm hợp pháp hóa Tu chính án thứ 14 cũng như học thuyết "hợp đồng tự do" để ngăn chặn những cải cách tiến bộ như giới hạn giờ làm việc. Roosevelt, cùng với những người cấp tiến theo chủ nghĩa dân túy như William Jennings Bryan trong Đảng Dân chủ, ủng hộ một tu chính án cho phép bãi nhiệm các thẩm phán và thậm chí hủy bỏ cả các quyết định của tòa án. Điều này khiến Taft (cựu thẩm phán và Chánh án Tòa án Tối cao tương lai) và phái bảo thủ phẫn nộ. Taft coi Roosevelt là mối nguy hiểm đối với chính phủ hợp hiến và quyết tâm chống lại sự hiện diện của ông trong cuộc chiến giành đề cử tại Đảng Cộng hòa.

#### Quyết tâm của Roosevelt
Trong cuộc bầu cử giữa kỳ năm 1910, đảng Cộng hòa mất 57 ghế tại Hạ viện, mở đường cho việc đảng Dân chủ giành được thế đa số lần đầu tiên kể từ năm 1894. Kết quả này là một thất bại nặng nề đối với phái bảo thủ trong đảng. James E. Campbell viết rằng một nguyên nhân khả dĩ là do một số lượng lớn cử tri cấp tiến ủng hộ các ứng cử viên của đảng thứ ba thay vì các đảng viên Cộng hòa bảo thủ. Roosevelt tiếp tục từ chối lời kêu gọi tranh cử tổng thống cho đến năm 1911. Trong một lá thư vào tháng 1 gửi cho biên tập viên tờ báo William Allen White, ông viết, "Tôi không nghĩ chỉ có tham gia khi chỉ có một phần nghìn cơ hội để giành được đề cử là một quyết định khôn ngoan."
Tuy nhiên, những đồn đoán vẫn tiếp tục làm rạn nứt mối quan hệ của Roosevelt và Taft. Sau nhiều tháng liên tục nhận được sự ủng hộ đề nghị tranh cử, Roosevelt thay đổi quan điểm của mình, viết cho nhà báo Henry Beach Needham vào tháng 1 năm 1912 rằng nếu đề cử "đến với tôi như một phong trào quần chúng thực sự thì tất nhiên tôi sẽ chấp nhận."

## Đề cử

### Đề cử của Đảng Cộng hòa
| Đề cử của Đảng Cộng hòa năm 1912     |                                          |
| William Howard Taft                  | James S. Sherman                         |
| cho Tổng thống                       | cho Phó Tổng thống                       |
|                                      |                                          |
| Tổng thống Hoa Kỳ thứ 27 (1909–1913) | Phó Tổng thống Hoa Kỳ thứ 27 (1909–1912) |
| Chiến dịch                           |                                          |
| 566 đại biểu 791.425 phiếu bầu       |                                          |

#### Các ứng cử viên khác
| Ứng cử viên được liệt kê theo số đại biểu giành được |                                                |                                           |
| Theodore Roosevelt                                   | Robert La Follette                             | Albert Cummins                            |
|                                                      |                                                |                                           |
| Cựu Tổng thống Hoa Kỳ từ New York (1901–1909)        | Thượng nghị sĩ Hoa Kỳ từ Wisconsin (1906–1925) | Thượng nghị sĩ Hoa Kỳ từ Iowa (1908–1926) |
| Campaign                                             | Campaign                                       | Campaign                                  |
| TB: 22 tháng 6, 1912 466 đại biểu 1,183,238 phiếu    | TB: 22 tháng 6, 1912 36 đại biểu 336,373 phiếu | TB: 22 tháng 6, 1912 10 đại biểu 0 phiếu  |

#### Lựa chọn đại biểu
Lần đầu tiên, nhiều đại biểu tại đại hội đã được bầu trong một cuộc bầu cử sơ bộ Tổng thống. Phái cấp tiến ủng hộ các cuộc bầu cử sơ bộ như một cách phá vỡ sự kiểm soát của các thủ lĩnh chính trị đối với đảng. Tổng cộng có 12 bang đã tổ chức bầu cử sơ bộ trước Đại hội Đảng Cộng hòa.
Thượng nghị sĩ Robert "Fighting Bob" La Follette đã thắng hai trong bốn cuộc bầu cử sơ bộ đầu tiên (Bắc Dakota và Wisconsin, quê hương của ông), nhưng Taft đã giành được chiến thắng lớn tại New York, quê hương của Roosevelt và tiếp tục thu hút các đại biểu ở những bang truyền thống và bảo thủ.
Bắt đầu bằng chiến thắng vang dội ở Illinois vào ngày 9 tháng 4, Roosevelt đã thắng chín trong số mười cuộc bầu cử sơ bộ tổng thống gần nhất (bao gồm cả Ohio, quê hương của Taft), và chỉ thua Massachusetts.
Taft cũng nhận được sự hỗ trợ lớn từ các tổ chức của Đảng Cộng hòa ở miền Nam. Số bang thuộc Liên minh miền Nam cũ ủng hộ Taft gấp 5 lần số bang phản đối ông. Các bang này đã luôn bỏ phiếu cho Đảng Dân chủ trong mọi cuộc bầu cử tổng thống kể từ năm 1880, và Roosevelt cho rằng trao cho những bang này 1/4 số đại biểu dù họ sẽ không đóng góp gì vào chiến thắng của Đảng Cộng hòa là một điều bất công.

#### Đại hội Đảng
388 đại biểu được bầu qua cuộc bầu cử sơ bộ và Roosevelt giành được 281 đại biểu, Taft nhận được 71 đại biểu, và La Follette nhận được 36 đại biểu. Tuy nhiên, nhờ lá phiếu từ các đại biểu được bầu tại Đại hội các bang, Taft giành tới 566 phiếu so với 466 phiếu của tất cả các ứng viên khác, đồng thời giúp ông có nhiều hơn 540 phiếu cần thiết để được đề cử. Roosevelt cáo buộc phe Taft có hơn 200 đại biểu được chọn một cách gian lận. Tuy nhiên, Ủy ban Quốc gia Đảng Cộng hòa đã ra phán quyết có lợi cho Taft trong 233 trường hợp trong khi chỉ có 6 trường hợp có lợi cho Roosevelt. Ủy ban cũng điều tra 92 trường hợp khác và đều đưa ra phán quyết có lợi cho cả hai người họ.
Phe Roosevelt chỉ trích số lượng lớn đại biểu phân cho các khu vực mà Đảng Cộng hòa dường như không có cơ hội giành chiến thắng trong tổng tuyển cử, khi hơn 200 đại biểu được phân bổ cho các khu vực mà Đảng Cộng hòa chưa từng giành chiến thắng kể từ Thỏa hiệp năm 1877, hoặc 4 đại biểu đến từ các vùng lãnh thổ không có quyền bỏ phiếu trong tổng tuyển cử. Tuy nhiên, chính Roosevelt, khi ấy còn ủng hộ Taft, đã từ chối ủng hộ bãi bỏ hoàn toàn các phái đoàn từ phía nam tại Đại hội toàn quốc Đảng Cộng hòa năm 1908 do ông cần những lá phiếu này để Taft giành được đề cử.
Herbert S. Hadley là giám đốc chiến dịch của Roosevelt trong suốt Đại hội. Hadley đề nghị thay thế 74 đại biểu của Taft bằng 72 đại biểu sau khi Đại hội được triệu tập, nhưng đề nghị của ông bị bác bỏ. Elihu Root, một người ủng hộ Taft, đã được chọn để chủ tọa đại hội sau khi giành được 558 phiếu so với 501 phiếu của McGovern. Root bị cáo buộc đã giành chiến thắng bằng sự ủng hộ từ các quận có rất ít cử tri từ các phái đoàn miền Nam để nâng số phiếu nhận được của mình trong khi mọi bang miền Bắc, ngoại trừ bốn bang, đều bỏ phiếu ủng hộ McGovern. Trong bài phát biểu bế mạc của mình, Root nhắc lại sự ủng hộ của đảng đối với việc "kiểm tra và giới hạn hiến pháp" bằng cách trích dẫn lời của những nhân vật như Alexander Hamilton, John Marshall và Abraham Lincoln, bác bỏ hoàn toàn ủng hộ của Roosevelt đối với việc bãi nhiệm Thẩm phán, và xác định Đảng Bảo thủ là đảng theo chủ nghĩa bảo thủ hiến pháp.
Roosevelt đã phá vỡ truyền thống và tham dự đại hội, nơi ông được chào đón với sự ủng hộ to lớn của các cử tri. Bất chấp sự hiện diện của Roosevelt ở Chicago và những nỗ lực của ông nhằm loại bỏ những người ủng hộ Taft, liên danh Taft và James S. Sherman đã được tái đề cử ngay từ lần bỏ phiếu đầu tiên. Sherman là Phó Tổng thống đương nhiệm đầu tiên được tái đề cử kể từ John C. Calhoun năm 1828. Sau khi thất bại, Roosevelt tuyên bố thành lập một đảng mới với khẩu hiệu "phục vụ toàn dân". Đảng này sau này được gọi là Đảng Cấp tiến. Roosevelt thông báo rằng đảng của ông sẽ tổ chức Đại hội ở Chicago và ông sẽ chấp nhận đề cử của họ nếu ông được chọn. Trong khi đó, Taft quyết định không vận động tranh cử trước cuộc bầu cử sau bài phát biểu nhận đề cử vào ngày 1 tháng 8. Warren G. Harding là người tuyên bố đề cử Taft. Taft đã giành được đề cử trong khi 344 đại biểu của Roosevelt bỏ phiếu trắng. Henry Justin Allen đã đọc một bài phát biểu của Roosevelt, trong đó ông chỉ trích tiến trình Đại hội này và tuyên bố rằng các đại biểu đã bị "cướp" từ tay ông để củng cố đề cử của Taft.
| Lá phiếu Tổng thống      | Lá phiếu Tổng thống |
| ------------------------ | ------------------- |
| William Howard Taft      | 561                 |
| Theodore Roosevelt       | 107                 |
| Robert M. La Follette    | 41                  |
| Albert B. Cummins        | 17                  |
| Charles Evans Hughes     | 2                   |
| Có mặt, không biểu quyết | 344                 |
| Vắng mặt                 | 6                   |

| Lá phiếu Phó Tổng thống | Lá phiếu Phó Tổng thống |
| ----------------------- | ----------------------- |
| James S. Sherman        | 596                     |
| William Borah           | 21                      |
| Charles Edward Merriam  | 20                      |
| Herbert S. Hadley       | 14                      |
| Albert J. Beveridge     | 2                       |

### Đề cử của Đảng Dân chủ
| Đề cử của Đảng Dân chủ năm 1912         |                                       |
| Woodrow Wilson                          | Thomas R. Marshall                    |
| cho Tổng thống                          | cho Phó Tổng thống                    |
|                                         |                                       |
| Thống đốc New Jersey thứ 34 (1911–1913) | Thống đốc Indiana ngày 27 (1909–1913) |
| Chiến dịch                              |                                       |
| Đại biểu TĐH 122 527.296 phiếu bầu      |                                       |

#### Các ứng cử viên khác
| Ứng cử viên được liệt kê theo số đại biểu giành được |                                               |                                               |                                         |                                         |
| Champ Clark                                          | Oscar Underwood                               | Judson Harmon                                 | Eugene Foss                             | Thomas Marshall                         |
|                                                      |                                               |                                               |                                         |                                         |
| Chủ tịch Hạ viện Hoa Kỳ từ Missouri (1911–1919)      | Dân biểu Hoa Kỳ từ Alabama (1897–1915)        | Thống đốc Ohio (1909–1913)                    | Thống đốc Massachusetts (1911–1914)     | Thống đốc Indiana (1909–1913)           |
| Chiến dịch                                           | Chiến dịch                                    | Chiến dịch                                    |                                         | Chiến dịch                              |
| TB: 2 tháng 7, 1912 423 đại biểu 427,938 phiếu       | TB: 2 tháng 7, 1912 84 đại biểu 114,947 phiếu | TB: 2 tháng 7, 1912 48 đại biểu 128,633 phiếu | TB: 2 tháng 7, 1912 36 đại biểu 0 phiếu | TB: 2 tháng 7, 1912 30 đại biểu 0 phiếu |
| Simeon Baldwin                                       | John Burke                                    |                                               |                                         |                                         |
|                                                      |                                               |                                               |                                         |                                         |
| Thống đốc Connecticut (1911–1915)                    | Thống đốc North Dakota (1907–1913)            |                                               |                                         |                                         |
| Chiến dịch                                           | Chiến dịch                                    |                                               |                                         |                                         |
| TB: 2 tháng 7, 1912 14 đại biểu 0 phiếu              | TB: 2 tháng 7, 1912 10 đại biểu 9,357 phiếu   |                                               |                                         |                                         |

Vào đầu năm 1912, nhiều người tin rằng ứng cử viên Tổng thống ba lần của Đảng Dân chủ William Jennings Bryan sẽ cố gắng tìm kiếm sự ủng hộ để giành đề cử của đảng lần thứ tư và dường như sẽ không gặp khó khăn gì nếu ông làm vậy. Tuy nhiên, Bryan đã tuyên bố vài tháng trước Đại hội rằng ông không quan tâm đến một cuộc chiến dịch tranh cử khác. Mặc dù vẫn được nhiều người coi là nhà lãnh đạo tư tưởng của Đảng Dân chủ, nhưng sự thay đổi trong quyền lực của Đảng sau thành công của họ tại cuộc bầu cử giữa kỳ năm 1910 đồng nghĩa với việc Bryan không còn được 2/3 số thành viên ủng hộ để giành lấy đề cử một lần nữa.
Bryan thừa nhận rằng 3 cuộc tranh cử tổng thống của ông đều kết thúc với thất bại lớn, đầu tiên là trước William McKinley, và sau đó là Taft, sẽ làm tổn hại nghiêm trọng đến uy tín của ông với tư cách là một ứng cử viên, ngay cả cuộc bầu cử năm 1904, cuộc bầu cử duy nhất trong bốn cuộc bầu cử liền kề trước đó mà Bryan không được đề cử là ứng cử viên của đảng, Đảng Dân chủ cũng nhận thất bại nặng nề. Tuy nhiên, Bryan vẫn có đủ người ủng hộ trong đảng nên ông vẫn có đủ ảnh hưởng để trở thành lãnh đạo hàng đầu tại đại hội.
Đại hội Đảng Dân chủ được tổ chức tại Baltimore từ ngày 25 tháng 6 đến ngày 2 tháng 7. Ban đầu, người dẫn đầu trong các thăm dò là Chủ tịch Hạ viện Champ Clark từ Missouri . Mặc dù Clark nhận được nhiều phiếu bầu nhất trong các lần bỏ phiếu sớm, nhưng ông ấy không thể đạt được đa số 2/3 cần thiết để giành chiến thắng.
Cơ hội giành được đề cử của Clark bị tổn hại khi Tammany Hall, tổ chức chính trị hùng mạnh của Đảng Dân chủ tại Thành phố New York, ủng hộ ông. Sự ủng hộ của Tammany đã khiến Bryan, ứng cử viên tổng thống ba lần của đảng Dân chủ và lãnh đạo phái cấp tiến của đảng, quay lưng lại với Clark, người mà ông chỉ trích là ứng cử viên của Phố Wall, và chuyển sự ủng hộ của mình sang Thống đốc theo chủ nghĩa cải cách của New Jersey Woodrow Wilson. Wilson đã liên tục đứng thứ hai trong nhiều lần bỏ phiếu, gần như từ bỏ hy vọng và gần như rời bỏ các đại biểu của mình để họ bỏ phiếu cho một ứng cử viên khác. Thay vào đó, việc Bryan chuyển sự ủng hộ từ Clark sang Wilson đã khiến nhiều đại biểu khác làm điều tương tự. Wilson dần dần có được sức mạnh trong khi sự ủng hộ của Clark ngày càng giảm, và cuối cùng Wilson đã nhận được đề cử ở lần bỏ phiếu thứ 46.
Thomas R. Marshall, Thống đốc Indiana, người đã trao phiếu bầu của Indiana cho Wilson, được tuyên bố là người đồng tranh cử cùng Wilson.
| (1-24)      | Phiếu bầu ứng cử viên Tổng thống | Phiếu bầu ứng cử viên Tổng thống | Phiếu bầu ứng cử viên Tổng thống | Phiếu bầu ứng cử viên Tổng thống | Phiếu bầu ứng cử viên Tổng thống | Phiếu bầu ứng cử viên Tổng thống | Phiếu bầu ứng cử viên Tổng thống | Phiếu bầu ứng cử viên Tổng thống | Phiếu bầu ứng cử viên Tổng thống | Phiếu bầu ứng cử viên Tổng thống | Phiếu bầu ứng cử viên Tổng thống | Phiếu bầu ứng cử viên Tổng thống | Phiếu bầu ứng cử viên Tổng thống | Phiếu bầu ứng cử viên Tổng thống | Phiếu bầu ứng cử viên Tổng thống | Phiếu bầu ứng cử viên Tổng thống | Phiếu bầu ứng cử viên Tổng thống | Phiếu bầu ứng cử viên Tổng thống | Phiếu bầu ứng cử viên Tổng thống | Phiếu bầu ứng cử viên Tổng thống | Phiếu bầu ứng cử viên Tổng thống | Phiếu bầu ứng cử viên Tổng thống | Phiếu bầu ứng cử viên Tổng thống | Phiếu bầu ứng cử viên Tổng thống | Phiếu bầu ứng cử viên Tổng thống |
|             | Lần 1                            | Lần 2                            | Lần 3                            | Lần 4                            | Lần 5                            | Lần 6                            | Lần 7                            | Lần 8                            | Lần 9                            | Lần 10                           | Lần 11                           | Lần 12                           | Lần 13                           | Lần 14                           | Lần 15                           | Lần 16                           | Lần 17                           | Lần 18                           | Lần 19                           | Lần 20                           | Lần 21                           | Lần 22                           | Lần 23                           | Lần 24                           |                                  |
| ----------- | -------------------------------- | -------------------------------- | -------------------------------- | -------------------------------- | -------------------------------- | -------------------------------- | -------------------------------- | -------------------------------- | -------------------------------- | -------------------------------- | -------------------------------- | -------------------------------- | -------------------------------- | -------------------------------- | -------------------------------- | -------------------------------- | -------------------------------- | -------------------------------- | -------------------------------- | -------------------------------- | -------------------------------- | -------------------------------- | -------------------------------- | -------------------------------- | -------------------------------- |
| Wilson      | 324                              | 339.75                           | 345                              | 349.5                            | 351                              | 354                              | 352.5                            | 351.5                            | 352.5                            | 350.5                            | 354.5                            | 354                              | 356                              | 361                              | 362.5                            | 362.5                            | 362.5                            | 361                              | 358                              | 388.5                            | 395.5                            | 396.5                            | 399                              | 402.5                            |                                  |
| Clark       | 440.5                            | 446.5                            | 441                              | 443                              | 443                              | 445                              | 449.5                            | 448.5                            | 452                              | 556                              | 554                              | 547.5                            | 554.5                            | 553                              | 552                              | 551                              | 545                              | 535                              | 532                              | 512                              | 508                              | 500.5                            | 497.5                            | 496                              |                                  |
| Harmon      | 148                              | 141                              | 140.5                            | 136.5                            | 141.5                            | 135                              | 129.5                            | 130                              | 127                              | 31                               | 29                               | 29                               | 29                               | 29                               | 29                               | 29                               | 29                               | 29                               | 29                               | 29                               | 29                               | 0                                | 0                                | 0                                |                                  |
| Underwood   | 117.5                            | 111.25                           | 114.5                            | 112                              | 119.5                            | 121                              | 123.5                            | 123                              | 122.5                            | 117.5                            | 118.5                            | 123                              | 115.5                            | 111                              | 110.5                            | 112.5                            | 112.5                            | 125                              | 130                              | 121.5                            | 118.5                            | 115                              | 114.5                            | 115.5                            |                                  |
| Foss        | 0                                | 0                                | 0                                | 0                                | 0                                | 0                                | 0                                | 0                                | 0                                | 0                                | 0                                | 0                                | 2                                | 0                                | 0                                | 0                                | 0                                | 0                                | 1                                | 2                                | 5                                | 43                               | 45                               | 43                               |                                  |
| T. Marshall | 31                               | 31                               | 31                               | 31                               | 31                               | 31                               | 31                               | 31                               | 31                               | 31                               | 30                               | 30                               | 30                               | 30                               | 30                               | 30                               | 30                               | 30                               | 30                               | 30                               | 30                               | 30                               | 30                               | 30                               |                                  |
| Baldwin     | 22                               | 14                               | 14                               | 14                               | 0                                | 0                                | 0                                | 0                                | 0                                | 0                                | 0                                | 0                                | 0                                | 0                                | 0                                | 0                                | 0                                | 0                                | 0                                | 0                                | 0                                | 0                                | 0                                | 0                                |                                  |
| W.J. Bryan  | 1                                | 2                                | 1                                | 0                                | 0                                | 1                                | 1                                | 1                                | 1                                | 1                                | 1                                | 1                                | 1                                | 2                                | 2                                | 1                                | 1                                | 1                                | 7                                | 1                                | 1                                | 1                                | 1                                | 1                                |                                  |
| Kern        | 0                                | 0                                | 1                                | 2                                | 2                                | 1                                | 1                                | 1                                | 1                                | 1                                | 1                                | 1                                | 0                                | 2                                | 2                                | 2                                | 4.5                              | 3.5                              | 1                                | 1                                | 1                                | 1                                | 0                                | 0                                |                                  |
| James       | 0                                | 0                                | 0                                | 0                                | 0                                | 0                                | 0                                | 1                                | 0                                | 0                                | 0                                | 0                                | 0                                | 0                                | 0                                | 0                                | 0                                | 0                                | 0                                | 3                                | 0                                | 0                                | 0                                | 0                                |                                  |
| Sulzer      | 2                                | 2                                | 0                                | 0                                | 0                                | 0                                | 0                                | 0                                | 0                                | 0                                | 0                                | 0                                | 0                                | 0                                | 0                                | 0                                | 0                                | 0                                | 0                                | 0                                | 0                                | 0                                | 0                                | 0                                |                                  |
| Gaynor      | 0                                | 0                                | 0                                | 0                                | 0                                | 0                                | 0                                | 1                                | 1                                | 0                                | 0                                | 0                                | 0                                | 0                                | 0                                | 0                                | 0                                | 0                                | 0                                | 0                                | 0                                | 1                                | 1                                | 0                                |                                  |
| Lewis       | 0                                | 0                                | 0                                | 0                                | 0                                | 0                                | 0                                | 0                                | 0                                | 0                                | 0                                | 0                                | 0                                | 0                                | 0                                | 0                                | 0                                | 0                                | 0                                | 0                                | 0                                | 0                                | 0                                | 0                                |                                  |
| Blank       | 2                                | 0.5                              | 0                                | 0                                | 0                                | 0                                | 0                                | 0                                | 0                                | 0                                | 0                                | 2.5                              | 0                                | 0                                | 0                                | 0                                | 3.5                              | 3.5                              | 0                                | 0                                | 0                                | 0                                | 0                                | 0                                |                                  |

| (25–46)     | Phiếu bầu ứng cử viên Tổng thống | Phiếu bầu ứng cử viên Tổng thống | Phiếu bầu ứng cử viên Tổng thống | Phiếu bầu ứng cử viên Tổng thống | Phiếu bầu ứng cử viên Tổng thống | Phiếu bầu ứng cử viên Tổng thống | Phiếu bầu ứng cử viên Tổng thống | Phiếu bầu ứng cử viên Tổng thống | Phiếu bầu ứng cử viên Tổng thống | Phiếu bầu ứng cử viên Tổng thống | Phiếu bầu ứng cử viên Tổng thống | Phiếu bầu ứng cử viên Tổng thống | Phiếu bầu ứng cử viên Tổng thống | Phiếu bầu ứng cử viên Tổng thống | Phiếu bầu ứng cử viên Tổng thống | Phiếu bầu ứng cử viên Tổng thống | Phiếu bầu ứng cử viên Tổng thống | Phiếu bầu ứng cử viên Tổng thống | Phiếu bầu ứng cử viên Tổng thống | Phiếu bầu ứng cử viên Tổng thống | Phiếu bầu ứng cử viên Tổng thống | Phiếu bầu ứng cử viên Tổng thống | Phiếu bầu ứng cử viên Tổng thống |
|             | Lần 25                           | Lần 26                           | Lần 27                           | Lần 28                           | Lần 29                           | Lần 30                           | Lần 31                           | Lần 32                           | Lần 33                           | Lần 34                           | Lần 35                           | Lần 36                           | Lần 37                           | Lần 38                           | Lần 39                           | Lần 40                           | Lần 41                           | Lần 42                           | Lần 43                           | Lần 44                           | Lần 45                           | Lần 46                           | Nhất trí                         |
| ----------- | -------------------------------- | -------------------------------- | -------------------------------- | -------------------------------- | -------------------------------- | -------------------------------- | -------------------------------- | -------------------------------- | -------------------------------- | -------------------------------- | -------------------------------- | -------------------------------- | -------------------------------- | -------------------------------- | -------------------------------- | -------------------------------- | -------------------------------- | -------------------------------- | -------------------------------- | -------------------------------- | -------------------------------- | -------------------------------- | -------------------------------- |
| Wilson      | 405                              | 407.5                            | 406.5                            | 437.5                            | 436                              | 460                              | 475.5                            | 477.5                            | 477.5                            | 479.5                            | 494.5                            | 496.5                            | 496.5                            | 498.5                            | 501.5                            | 501.5                            | 499.5                            | 494                              | 602                              | 629                              | 633                              | 990                              | 1,088                            |
| Clark       | 469                              | 463.5                            | 469                              | 468.5                            | 468.5                            | 455                              | 446.5                            | 446.5                            | 447.5                            | 447.5                            | 433.5                            | 434.5                            | 432.5                            | 425                              | 422                              | 423                              | 424                              | 430                              | 329                              | 306                              | 306                              | 84                               |                                  |
| Harmon      | 29                               | 29                               | 29                               | 29                               | 29                               | 19                               | 17                               | 14                               | 29                               | 29                               | 29                               | 29                               | 29                               | 29                               | 29                               | 28                               | 27                               | 27                               | 28                               | 27                               | 25                               | 12                               |                                  |
| Underwood   | 108                              | 112.5                            | 112                              | 112.5                            | 112                              | 121.5                            | 116.5                            | 119.5                            | 103.5                            | 101.5                            | 101.5                            | 98.5                             | 100.5                            | 106                              | 106                              | 106                              | 106                              | 104                              | 98.5                             | 99                               | 97                               | 0                                |                                  |
| Foss        | 43                               | 43                               | 38                               | 38                               | 38                               | 30                               | 30                               | 28                               | 28                               | 28                               | 28                               | 28                               | 28                               | 28                               | 28                               | 28                               | 28                               | 28                               | 27                               | 27                               | 27                               | 0                                |                                  |
| T. Marshall | 30                               | 30                               | 30                               | 0                                | 0                                | 0                                | 0                                | 0                                | 0                                | 0                                | 0                                | 0                                | 0                                | 0                                | 0                                | 0                                | 0                                | 0                                | 0                                | 0                                | 0                                | 0                                |                                  |
| Baldwin     | 0                                | 0                                | 0                                | 0                                | 0                                | 0                                | 0                                | 0                                | 0                                | 0                                | 0                                | 0                                | 0                                | 0                                | 0                                | 0                                | 0                                | 0                                | 0                                | 0                                | 0                                | 0                                |                                  |
| W.J. Bryan  | 1                                | 1                                | 1                                | 1                                | 0                                | 0                                | 0                                | 0                                | 0                                | 0                                | 0                                | 0                                | 0                                | 0                                | 0                                | 0                                | 1                                | 0.5                              | 1                                | 0                                | 0                                | 0                                |                                  |
| Kern        | 0                                | 0                                | 0                                | 1                                | 4                                | 2                                | 2                                | 2                                | 2                                | 2                                | 1                                | 1                                | 1                                | 1                                | 1                                | 1                                | 1                                | 1                                | 1                                | 0                                | 0                                | 0                                |                                  |
| James       | 3                                | 0                                | 0                                | 0                                | 0                                | 0                                | 0                                | 0                                | 0                                | 0                                | 0                                | 0                                | 0                                | 0                                | 0                                | 0                                | 0                                | 1                                | 0                                | 0                                | 0                                | 0                                |                                  |
| Sulzer      | 0                                | 0                                | 0                                | 0                                | 0                                | 0                                | 0                                | 0                                | 0                                | 0                                | 0                                | 0                                | 0                                | 0                                | 0                                | 0                                | 0                                | 0                                | 0                                | 0                                | 0                                | 0                                |                                  |
| Gaynor      | 0                                | 0                                | 0                                | 0                                | 0                                | 0                                | 0                                | 0                                | 0                                | 0                                | 0                                | 0                                | 0                                | 0                                | 0                                | 0                                | 1                                | 1                                | 0                                | 0                                | 0                                | 0                                |                                  |
| Lewis       | 0                                | 0                                | 0                                | 0                                | 0                                | 0                                | 0                                | 0                                | 0                                | 0                                | 0                                | 0                                | 0                                | 0                                | 0                                | 0                                | 0                                | 1                                | 0                                | 0                                | 0                                | 0                                |                                  |
| Blank       | 0                                | 1.5                              | 2.5                              | 0.5                              | 0.5                              | 0.5                              | 0.5                              | 0.5                              | 0.5                              | 0.5                              | 0.5                              | 0.5                              | 0.5                              | 0.5                              | 0.5                              | 0.5                              | 0.5                              | 0.5                              | 1.5                              | 0                                | 0                                | 2                                |                                  |

| Phiếu bầu ứng cử viên Phó Tổng thống | Phiếu bầu ứng cử viên Phó Tổng thống | Phiếu bầu ứng cử viên Phó Tổng thống | Phiếu bầu ứng cử viên Phó Tổng thống |
|                                      | Lần 1                                | Lần 2                                | Nhất trí                             |
| ------------------------------------ | ------------------------------------ | ------------------------------------ | ------------------------------------ |
| Thomas R. Marshall                   | 389                                  | 644.5                                | 1,088                                |
| John Burke                           | 304.67                               | 386.33                               |                                      |
| George E. Chamberlain                | 157                                  | 12.5                                 |                                      |
| Elmore W. Hurst                      | 78                                   | 0                                    |                                      |
| James H. Preston                     | 58                                   | 0                                    |                                      |
| Martin J. Wade                       | 26                                   | 0                                    |                                      |
| William F. McCombs                   | 18                                   | 0                                    |                                      |
| John E. Osborne                      | 8                                    | 0                                    |                                      |
| William Sulzer                       | 3                                    | 0                                    |                                      |
| Trắng                                | 46.33                                | 44.67                                |                                      |

### Đề cử của Đảng Cấp tiến
| Đề cử của Đảng Cấp tiến năm 1912     |                                         |
| Theodore Roosevelt                   | Hiram Johnson                           |
| cho Tổng thống                       | cho Phó Tổng thống                      |
|                                      |                                         |
| Tổng thống Hoa Kỳ thứ 26 (1901–1909) | Thống đốc California thứ 23 (1911–1917) |

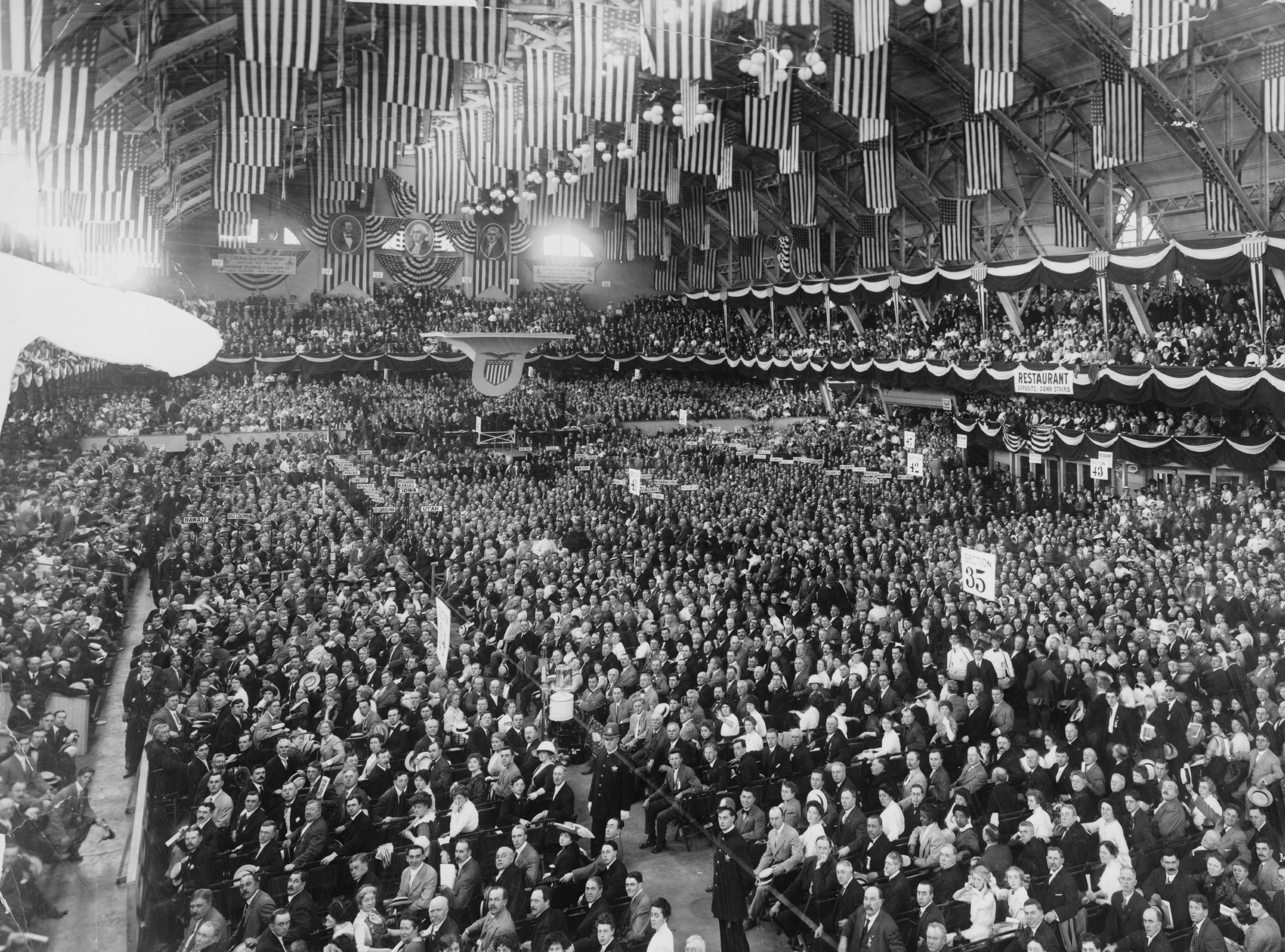
Đại hội Đảng Cấp tiến tại Chicago Coliseum, 1912

Taft đã giành được đề cử của Đảng Cộng hòa trong khi 344 đại biểu của Roosevelt bỏ phiếu trắng. Cuối ngày hôm đó, những người ủng hộ Roosevelt đã gặp nhau tại Chicago Orchestra Hall và đề nghị ông làm ứng cử viên độc lập cho chức Tổng thống. Roosevelt đã chấp nhận mặc dù ông yêu cầu tổ chức một đại hội chính thức. Roosevelt ban đầu cân nhắc việc không tranh cử với tư cách ứng cử viên đảng thứ ba cho đến khi George Walbridge Perkins và Frank Munsey đề nghị hỗ trợ tài chính. Roosevelt và những người ủng hộ ông đã thành lập Đảng Cấp tiến tại một đại hội, do Thượng nghị sĩ Albert J. Beveridge tạm thời chủ tọa, vào ngày 5 tháng 8, và Hiram Johnson được chọn làm đồng tranh cử của ông. Ben B. Lindsey và John M. Parker đã được xem xét để được chọn làm ứng viên Tổng thống, tuy nhiên Parker và Lindsey sau cùng đều đề cử Johnson cho vị trí này.
Đảng Cấp tiến hứa sẽ tăng cường quản lý liên bang và bảo vệ phúc lợi của dân thường. Tại Đại hội, Perkins đã ngăn chặn một kế hoạch chống độc quyền, gây sốc cho những nhà cải cách vốn coi Roosevelt là một người chống độc quyền thực thụ. Các đại biểu tham dự đại hội đã sử dụng thánh ca " Tiến lên, những người lính Cơ đốc giáo " làm đảng ca của họ. Trong bài phát biểu nhận đề cử của mình, Roosevelt đã so sánh chiến dịch tranh cử Tổng thống sắp tới với Trận chiến Armageddon và tuyên bố rằng Đảng Cấp tiến sẽ "chiến đấu vì Chúa".

### Đề cử của Đảng Xã hội
| Đề cử của Đảng Xã hội năm 1912          |                                         |
| Eugene V. Debs                          | Emil Seidel                             |
| cho Tổng thống                          | cho Phó Tổng thống                      |
|                                         |                                         |
| Thượng nghị sĩ bang Indiana (1885–1889) | Thị trưởng Milwaukee thứ 36 (1910–1912) |

Các ứng cử viên khác:
- Eugene V. Debs, cựu Thượng nghị sĩ bang Indiana
- Emil Seidel, Thị trưởng Milwaukee, Wisconsin
- Charles Edward Russell, nhà báo từ Iowa

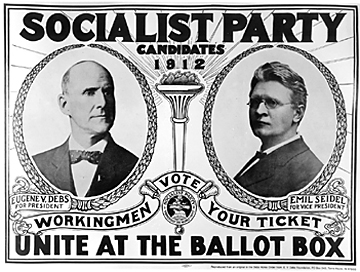
Kết quả phiếu phổ thông của Eugene V. Debs là cao nhất trong lịch sử Đảng Xã hội.

Các đảng viên của Đảng Xã hội Hoa Kỳ đã giành chiến thắng trong nhiều cuộc bầu cử từ cuộc bầu cử Tổng thống năm 1908 đến năm 1912 với việc Emil Seidel được bầu làm thị trưởng Milwaukee, Wisconsin và Victor L. Berger được bầu vào Hạ viện Hoa Kỳ. Đảng tuyên bố rằng họ có 435 thành viên được bầu vào các văn phòng vào năm 1911 và hơn 1000 thành viên vào năm 1912.
Dan Hogan đề cử Debs cho chức Tổng thống. Debs đã giành được đề cử Tổng thống, mặc dù ông đã cho rằng nên trao đề cử cho biên tập viên Fred Warren của Appeal to Reason, với 165 phiếu bầu trong khi Seidel nhận được 56 phiếu bầu và Charles Edward Russell nhận được 54 phiếu bầu. Seidel sau cùng được đề cử làm Phó Tổng thống.
Sau phiếu bầu ứng viên Tổng thống, Seidel và Russell đã đề xuất một kiến nghị để Debs được nhất trí đề cử và nó đã được chấp nhận. Hogan và Slayton đề xuất nhất trí đề cử Seidel cho chức Phó Tổng thống và nó cũng được chấp nhận. Otto Branstetter, Berger và Carl D. Thompson, các đại biểu dự Đại hội, đã bỏ phiếu cho Seidel trong phiếu bầu ứng viên Tổng thống. Morris Hillquit, Meyer London và John Spargo, các đại biểu dự Đại hội, đã ủng hộ Russell trong phiếu bầu ứng viên Tổng thống. Hogan, một đại biểu đến từ Arkansas, đã ủng hộ Debs trong phiếu bầu Tổng thống.
J. Mahlon Barnes, quản lý chiến dịch tranh cử của Debs trong cuộc bầu cử năm 1908, cũng làm quản lý chiến dịch của Debs vào năm 1912. Đảng Xã hội dự đoán rằng họ sẽ nhận được hơn hai triệu phiếu bầu và có 12 thành viên được bầu vào Quốc hội, nhưng Debs chỉ nhận được 897.011 phiếu bầu và Berger thất cử. Debs nhận được số phiếu bầu lớn nhất từ Ohio trong khi cách biệt phiếu bầu lớn nhất của ông là ở Nevada. Tỷ lệ tăng điểm phần trăm lớn nhất kể từ cuộc bầu cử tổng thống năm 1908 là ở Tây Virginia, nơi tổng số phiếu bầu của họ tăng hơn 300%. George Brinton McClellan Harvey tuyên bố rằng nếu Roosevelt không tranh cử thì Debs sẽ giành được thêm nửa triệu phiếu bầu. Số lượng những người theo chủ nghĩa xã hội trong các cơ quan lập pháp của bang tăng từ 20 lên 21.
| Phiếu bầu ứng cử viên Tổng thống | Lần 1  | Lần 2    | Phiếu bầu ứng cử viên Phó Tổng thống | Lần 1  | Lần 2    |
| -------------------------------- | ------ | -------- | ------------------------------------ | ------ | -------- |
| Eugene V. Debs                   | 165    | Nhất trí | Emil Seidel                          | 159    | Nhất trí |
| Emil Seidel                      | 56     |          | Dan Hogan                            | 73     |          |
| Charles Edward Russell           | 54     |          | John W. Slayton                      | 24     |          |
| Nguồn                            | [ 37 ] | [ 37 ]   | [ 37 ]                               | [ 37 ] | [ 37 ]   |

## Tổng tuyển cử
Roosevelt đã thực hiện một chiến dịch toàn quốc sôi nổi cho Đảng Cấp tiến, tố cáo cách thức đề cử của Đảng Cộng hòa đã bị "đánh cắp". Ông tập hợp các lý tưởng cải cách của mình dưới học thuyết "Chủ nghĩa tân dân tộc" và thúc đẩy vai trò lớn hơn của liên bang trong điều tiết nền kinh tế và trừng phạt các tập đoàn kinh doanh bẩn. Roosevelt tập hợp phái cấp tiến bằng những bài phát biểu tố cáo cơ sở chính trị. Ông hứa sẽ có "một ủy ban thuế quan chuyên nghiệp, hoàn toàn loại bỏ khả năng họ bị áp lực chính trị hoặc ảnh hưởng kinh doanh điều hướng."
Wilson thì ủng hộ chính sách mang tên "Tân Tự do". Chính sách này chủ yếu dựa trên chủ nghĩa cá nhân thay vì thành lập một chính phủ mạnh mẽ.

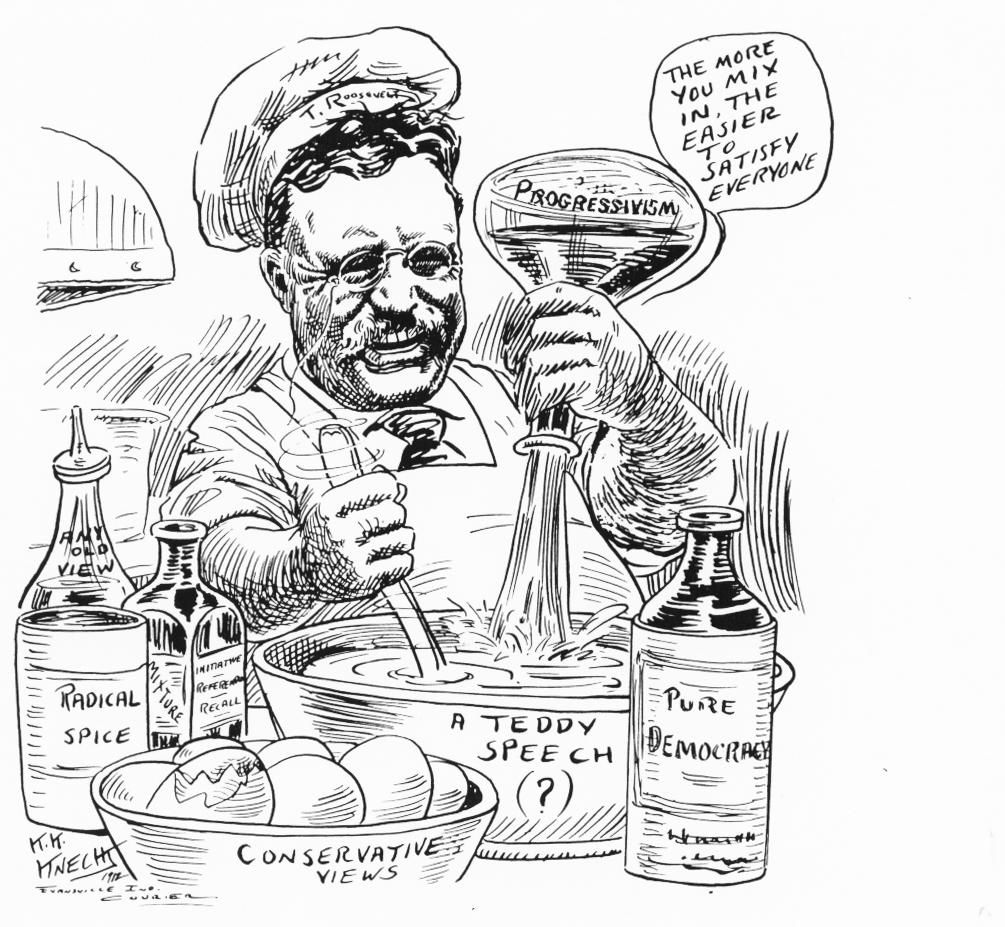
Một phim hoạt hình xã luận của Đảng Cộng hòa mô tả Roosevelt trộn lẫn các thành phần "cấp tiến" trong các bài phát biểu của mình.

Wilson phản đối đề xuất của Roosevelt về việc thành lập một bộ máy kỹ trị hùng mạnh chịu trách nhiệm quản lý các tập đoàn lớn, mà thay vào đó, Wilson ủng hộ việc chia nhỏ các tập đoàn lớn để tạo ra một sân chơi kinh tế bình đẳng. Mặc dù bài hùng biện của Wilson tôn trọng sự hoài nghi ăn vào máu của Đảng Dân chủ đối với chính phủ và "chủ nghĩa tập thể", nhưng sau khi giành chiến thắng trong cuộc bầu cử, Wilson sẽ áp dụng một số cải cách cấp tiến mà Roosevelt đã vận động.

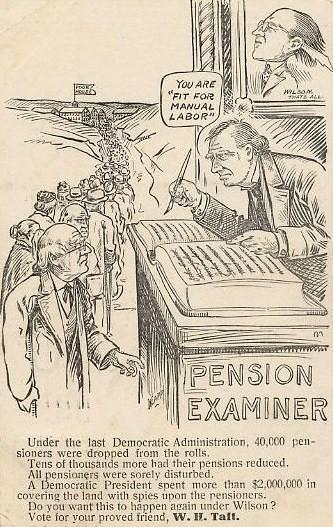
Một tấm bưu thiếp tranh cử của Đảng Cộng hòa cáo buộc chính quyền Wilson sẽ buộc những người về hưu quay trở lại làm việc.

Taft vận động tranh cử một cách thầm lặng và nói về sự cần thiết của các thẩm phán phải có quyền lực hơn các quan chức được bầu. Sự rời bỏ của phái cấp tiến khiến Đảng Cộng hòa bị phái bảo thủ kiểm soát chặt chẽ. Phần lớn nỗ lực của Đảng Cộng hòa nhằm mục đích làm mất uy tín của Roosevelt như một kẻ cấp tiến nguy hiểm, nhưng điều này không có tác dụng lắm. Nhiều tờ báo quốc gia ủng hộ Đảng Cộng hòa miêu tả Roosevelt là một kẻ tự cao tự đại, chỉ chạy theo xu hướng để làm hỏng cơ hội thắng cử của Taft và nuôi dưỡng sự phù phiếm của bản thân.
Đảng Xã hội có ít kinh phí so với các chiến dịch của Đảng Cộng hòa, Dân chủ và Cấp tiến. Chiến dịch của Debs chỉ chi 66.000 USD, chủ yếu cho 3,5 triệu tờ rơi và đi đến các cuộc mít tinh được tổ chức tại địa phương. Sự kiện lớn nhất của Debs là bài phát biểu trước 15.000 người ủng hộ ở thành phố New York. Đám đông hát "La Marseillaise" và "The Internationale". Emil Seidel, đồng tranh cử của Debs, khoe khoang:
Mới một năm trước công nhân còn ném rau thối và trứng thối vào chúng tôi nhưng bây giờ tất cả đã thay đổi... Trứng cao quá. Có một người khổng lồ vĩ đại lớn lên ở đất nước này và một ngày nào đó sẽ tiếp quản công việc của quốc gia này. Bây giờ ông ấy là một người khổng lồ nhỏ nhưng ông ấy đang phát triển rất nhanh. Tên của người khổng lồ nhỏ bé này là chủ nghĩa xã hội.

Debs tuyên bố rằng không có hy vọng nào với hệ thống tư bản đang suy tàn thời điểm đó, và cho rằng những người công nhân bỏ phiếu cho Đảng Cộng hòa hoặc Đảng Dân chủ còn tệ hơn là vứt bỏ phiếu bầu của mình. Debs nhấn mạnh rằng các đảng viên Đảng Dân chủ, Đảng Cấp tiến và Đảng Cộng hòa đều được tài trợ bởi các phe phái khác nhau trong các quỹ tín thác của chủ nghĩa tư bản và chỉ có Đảng Xã hội mới đại diện cho tầng lớp lao động. Debs lên án "Bill Taft Cấm đoán" và lên án Roosevelt vì đã ăn trộm nhiều lý tưởng xã hội chủ nghĩa của đảng ông với mục đích làm cho các chính sách của ông trở nên thu hút hơn với tầng lớp lao động.

Tại một bài phát biểu tranh cử ở Philadelphia vào ngày 28 tháng 9 năm 1912, Debs đã nói về Roosevelt:
Theodore Roosevelt bây giờ gọi tôi là "Anh bạn Debs". Tôi không thừa nhận mối quan hệ mới này. Tôi vẫn mong muốn trở thành một công dân, một cái gai trong mắt ông ta. Nếu lúc đó ông ta biết tôi thì bây giờ tôi cũng biết ông ta. Tôi biết ông ta đại diện cho điều gì và phương pháp của ông ta là gì. Tôi biết ông ta là kẻ thù của công nhân. Tôi biết hiện tại ông ta đang cố gắng đánh lừa giai cấp này để tiếp tục tham vọng ích kỷ của mình - quay trở lại Nhà Trắng và nếu có thể thì ở đó suốt đời.

### Nỗ lực ám sát Theodore Roosevelt
Tại điểm dừng chiến dịch của mình ở Milwaukee vào ngày 14 tháng 10, John Schrank, một chủ quán rượu đến từ New York, đã bắn vào ngực Roosevelt. Viên đạn xuyên qua một hộp kính mắt bằng thép và bản sao bị gấp lại nhiều lần của 50 trang bài phát biểu Nguyên nhân tiến bộ lớn hơn bất kỳ cá nhân nào của của Roosevelt và găm vào ngực ông. Schrank ngay lập tức bị tước vũ khí và bị bắt. Schrank đã theo dõi Roosevelt. Ông bị ảo tưởng và cho biết hồn ma của Tổng thống McKinley đã ra lệnh cho ông giết Roosevelt để ngăn cản nhiệm ông giành lấy nhiệm kỳ thứ ba.
Roosevelt hét lên yêu cầu vụ tấn công của Schrank không gây hại đến ông và đảm bảo với đám đông rằng mình ổn, sau đó ra lệnh cho cảnh sát áp giải Schrank và yêu cầu không có hành vi bạo lực nào được xảy ra với hắn. Roosevelt, một thợ săn và nhà giải phẫu học giàu kinh nghiệm, đã kết luận chính xác rằng vì ông không ho ra máu nên viên đạn chưa chạm tới phổi. Ông ấy từ chối lời đề nghị đến bệnh viện và thay vào đó phát biểu theo lịch trình với máu thấm đẫm áo. Lời phát biểu mở đầu của ông trước đám đông đang tụ tập là, "Thưa quý vị, tôi không biết liệu các bạn có biết rằng tôi vừa bị bắn hay không, nhưng để giết được một con nai sừng tấm thì cần nhiều hơn thế." Ông ấy đã phát biểu trong 90 phút trước khi hoàn thành bài phát biểu của mình và nhận chăm sóc y tế.
Sau đó, kết quả thăm dò và chụp X-quang cho thấy viên đạn đã găm vào cơ ngực của Roosevelt nhưng không xuyên qua màng phổi. Các bác sĩ kết luận rằng việc để nó tại vị trí bắn sẽ ít gây nguy hiểm hơn là cố gắng loại bỏ nó, và Roosevelt đã mang theo viên đạn bên mình suốt quãng đời còn lại.
Taft không vận động tranh cử và tập trung vào công việc làm Tổng thống của mình. Wilson đã đình chỉ chiến dịch tranh cử của mình một thời gian ngắn. Đến ngày 17 tháng 10, Wilson sau đó nhanh chóng tái khởi động chiến dịch tranh cử nhưng tránh chỉ trích trực tiếp đối với Roosevelt hoặc đảng của ông. Roosevelt dành hai tuần để hồi phục sức khỏe trước khi quay trở lại chiến dịch tranh cử với bài phát biểu quan trọng vào ngày 30 tháng 10, nhằm trấn an những người ủng hộ ông rằng ông đủ sức khỏe để làm Tổng thống.

### Cái chết của Phó Tổng thống Sherman
Vào ngày 30 tháng 10 năm 1912, Phó Tổng thống James S. Sherman qua đời vì bệnh viêm thận, khiến Taft mất đi đồng tranh cử trong khi chỉ còn chưa đầy một tuần là đến cuộc bầu cử. Nicholas Murray Butler, hiệu trưởng Đại học Columbia, nhanh chóng được chọn để thay thế Sherman trong đề cử của Đảng Cộng hòa.

## Kết quả
.Vào ngày 5 tháng 11, Wilson đã giành được chức Tổng thống một cách dễ dàng khi thắng kỷ lục 40 bang. Tính đến 2025, đây là cuộc bầu cử tổng thống duy nhất kể từ năm 1860 mà có đến 4 ứng cử viên nhận được hơn 5% số phiếu phổ thông và một ứng cử viên của đảng thứ ba vượt trội hơn ứng cử viên từ một trong hai đảng lớn trong cuộc tổng tuyển cử. Wilson đắc cử Tổng thống với tỷ lệ phiếu phổ thông thấp hơn bất kỳ ứng cử viên nào kể từ Abraham Lincoln năm 1860. Kết quả của Taft vẫn là thành tích tệ nhất của bất kỳ Tổng thống đương nhiệm tái tranh cử nào, cả về số phiếu đại cử tri (8) và tỷ lệ phiếu phổ thông (23,17%). 8 phiếu đại cử tri của ông là ít nhất của bất kỳ một ứng cử viên Đảng Cộng hòa và bất kỳ ứng cử viên của đảng lớn nào, bằng với số lượng ít ỏi trong chiến dịch tranh cử năm 1936 của Alf Landon. 23,17% số phiếu phổ thông của ông là mức thấp nhất từ trước đến nay đối với một ứng cử viên Đảng Cộng hòa hoặc bất kỳ ứng cử viên đảng lớn nào.
Đây là lần đầu tiên kể từ năm 1852, Iowa, Maine, New Hampshire, Ohio và Rhode Island bỏ phiếu ủng hộ đảng Dân chủ và là lần đầu tiên trong lịch sử Massachusetts bỏ phiếu ủng hộ đảng Dân chủ. Đảng Dân chủ sẽ không thắng lại Maine cho đến năm 1964, Connecticut và Delaware cho đến năm 1936, Illinois, Indiana, Iowa, New Jersey, New York, Oregon, West Virginia và Wisconsin cho đến năm 1932, và Massachusetts và Rhode Island cho đến năm 1928. Ngoài ra, đây là lần cuối cùng cho đến năm 1932, đảng Cộng hòa không giành được chiến thắng ở Michigan, Minnesota và Nam Dakota. Đây là một trong hai lần kể từ năm 1852, Maine và Vermont không ủng hộ cùng một đảng (lần còn lại là vào năm 1968). 88 phiếu đại cử tri của Theodore Roosevelt và 27,4% số phiếu phổ thông là số phiếu cao nhất mà một đảng thứ ba giành được trong một cuộc bầu cử tổng thống.
Tổng số phiếu bầu và tỷ lệ phần trăm của Wilson ít hơn tổng số phiếu bầu của William Jennings Bryan trong bất kỳ chiến dịch nào trong số ba chiến dịch của ông. Chỉ ở hai khu vực, New England và Thái Bình Dương, số phiếu của Wilson lớn hơn số phiếu lớn nhất của Bryan. Cuộc bầu cử năm 1912 là cuộc bầu cử đầu tiên có phiếu bầu từ 48 bang lục địa hiện đại của Hoa Kỳ.
Wilson đứng đầu ở 40 bang. Ông đứng thứ hai sau Roosevelt ở 5 bang, sau Taft ở Utah. Ông đứng thứ ba ở 2 bang gồm Michigan, nơi Roosevelt đứng đầu còn Taft đứng thứ hai, và Vermont, nơi Taft đứng đầu còn Roosevelt đứng thứ hai.
Roosevelt đứng đầu ở 6 bang. Ông đứng thứ hai ở 24 bang, sau Wilson ở 23 bang, và sau Taft ở Vermont. Ông đứng thứ ba 17 bang. Tại 15 trong số này, Wilson đứng đầu còn Taft đứng thứ hai. Ở hai bang còn lại, Taft đứng đầu và Wilson đứng thứ hai ở Utah, trong khi Wilson đứng đầu và Debs đứng thứ hai ở Florida. Roosevelt không xuất hiện trên lá phiếu cử tri tại Oklahoma.
Taft đứng đầu ở Vermont và Utah. Ông đứng thứ hai ở 18 bang, sau Wilson ở 17 trong số này. Bang còn lại là Michigan, nơi Taft đứng thứ hai sau Roosevelt. Ông đứng thứ 3 ở 21 bang. Tại 18 trong số này, Wilson đứng đầu và Roosevelt đứng thứ 2. Tại 3 bang còn lại, Minnesota, Pennsylvania, và Washington, Roosevelt đứng đầu còn Wilson đứng thứ 2. Taft đứng thứ 4 tại 5 bang. Tại 4 trong số đó, 3 người dẫn đầu theo thứ tự lần lượt là Wilson-Roosevelt-Debs. Ở Florida, Wilson đứng đầu, Debs đứng thứ hai, và Roosevelt đứng thứ ba. Dù không có tên trên lá phiếu cử tri tại California, Taft giành được 3,914 phiếu, đứng thứ 5, sau Roosevelt, Wilson, Debs, và Chafin. Taft không có tên trên lá phiếu cử tri ở South Dakota, không giành được bất kỳ phiếu nào kể cả là phiếu bổ sung.
Debs đứng thứ hai ở Florida sau Wilson. Ông đứng thứ 3 ở 7 bang. Tại Nevada, Arizona, Louisiana và Mississippi, Wilson đứng đầu, Roosevelt đứng thứ 2, Debs thứ 3 còn Taft thứ 4. 3 bang còn lại mà Debs đứng thứ 3 là Oklahoma, nơi Roosevelt không có tên trên lá phiếu cử tri; South Dakota, nơi Taft không có tên trên lá phiếu cử tri; và California, nơi Taft không có tên trên lá phiếu cử tri, nhưng giành được các lá phiếu bổ sung, làm Taft đứng thứ 5 ở California. Debs đứng thứ 4 ở 38 bang. Debs thua Chafin ở 2 bang, Vermont và Delaware, với Debs đứng thứ 5 ở cả 2 bang.
Chafin đứng chót ở 18 bang. Bang mà Chafin không đứng chót là 19 trong tổng số 20 bang mà Reimer có tên trên lá phiếu cử tri – Reimer đứng chót ở 20 bang mà ông tham gia – cùng với Vermont và Delaware, nơi Chafin thắng Debs. Bang còn lại mà Chafin không đứng chót là California, nơi Taft chỉ là một ứng viên bổ sung và đứng chót. Reimer không có tên trên lá phiếu cử tri ở 28 bang, trong khi Chafin không có ở 8 bang. Chỉ có Utah là nơi mà Reimer có tên trên lá phiếu cử tri mà Chafin thì không.

### Theo quận
Ở 1,396 quận, không ứng viên nào giành chiến thắng đa số. Wilson thắng 1,969 quận nhưng giành đa số ở chỉ 1,237, ít hơn số mà Bryan từng có được ở tất cả các chiến dịch tranh cử của mình.
"Những người khác", mà hầu hết là Roosevelt, thắng 772 quận và giành đa số ở 305 quận. Hầu hết trong số đó là ở Pennsylvania (48), Illinois (33), Michigan (68), Minnesota (75), Iowa (49), South Dakota (54), Nebraska (32), Kansas (51), Washington (38), và California (44).
Debs thắng 4 quận: Lake và Beltrami ở Minnesota, Burke ở North Dakota, và Crawford ở Kansas. Chỉ có duy nhất một quận bầu cho một ứng viên đảng Xã hội.
Taft thắng chỉ 232 quận và giành đa số ở 35. Ngoài South Dakota và California, nơi Taft không xuất hiện trên lá phiếu, Taft không thắng bất kỳ quận nào ở Maine, New Jersey, Minnesota, Nevada, Arizona, và 7 bang "Thâm Nam".
9 quận không ghi nhận bất kỳ lá phiếu nào do sự tước quyền bầu cử của người da đen hoặc do là nơi cư trú của Thổ dân Mỹ, những người sẽ không giành đủ quyền công dân trong tận 12 năm nữa. Tới 2025, 1912 vẫn là kỳ bầu cử cuối cùng mà những quận chính của Indiana như Hamilton và Hendricks, cùng với Quận Walworth, Wisconsin, Pulaski và Laurel ở Kentucky và Hawkins, Tennessee cùng ủng hộ một ứng viên từ Đảng Dân chủ.
| Ứng cử viên tổng thống            | Đảng phái                 | Tiểu bang quê hương | Phiếu phổ thông | Phiếu phổ thông | Phiếu đại cử tri | Ứng cử viên liên danh  | Tiểu bang quê hương của ứng cử viên liên danh | Số phiếu đại cử tri của ứng cử viên liên danh |
| Ứng cử viên tổng thống            | Đảng phái                 | Tiểu bang quê hương | Số phiếu        | %               | Phiếu đại cử tri | Ứng cử viên liên danh  | Tiểu bang quê hương của ứng cử viên liên danh | Số phiếu đại cử tri của ứng cử viên liên danh |
| --------------------------------- | ------------------------- | ------------------- | --------------- | --------------- | ---------------- | ---------------------- | --------------------------------------------- | --------------------------------------------- |
| Woodrow Wilson                    | Dân chủ                   | New Jersey          | 6,296,284       | 41.84%          | 435              | Thomas R. Marshall     | Indiana                                       | 435                                           |
| Theodore Roosevelt                | Cấp tiến                  | New York            | 4,122,721       | 27.40%          | 88               | Hiram Johnson          | California                                    | 88                                            |
| William Howard Taft (đương nhiệm) | Cộng hòa                  | Ohio                | 3,486,242       | 23.17%          | 8                | Nicholas Murray Butler | New York                                      | 8                                             |
| Eugene V. Debs                    | Xã hội                    | Indiana             | 901,551         | 5.99%           | 0                | Emil Seidel            | Wisconsin                                     | 0                                             |
| Eugene W. Chafin                  | Cấm rượu                  | Arizona             | 208,156         | 1.38%           | 0                | Aaron S. Watkins       | Ohio                                          | 0                                             |
| Arthur E. Reimer                  | Lao động Xã hội chủ nghĩa | Massachusetts       | 29,324          | 0.19%           | 0                | August Gillhaus        | New York                                      | 0                                             |
| Khác                              | Khác                      | Khác                | 4,556           | 0.03%           | –                | Khác                   | Khác                                          | –                                             |
| Tổng số                           | Tổng số                   | Tổng số             | 15,048,834      | 100%            | 531              |                        |                                               | 531                                           |
| Cần để thắng                      | Cần để thắng              | Cần để thắng        | Cần để thắng    | Cần để thắng    | 266              |                        |                                               | 266                                           |

| \| Phiếu Phổ thông \| Phiếu Phổ thông \| Phiếu Phổ thông \| Phiếu Phổ thông \| Phiếu Phổ thông \| \| --------------- \| --------------- \| --------------- \| --------------- \| --------------- \| \| \| \| \| \| \| \| Wilson \| Wilson \| \| 41.84% \| 41.84% \| \| Roosevelt \| Roosevelt \| \| 27.40% \| 27.40% \| \| Taft \| Taft \| \| 23.17% \| 23.17% \| \| Debs \| Debs \| \| 5.99% \| 5.99% \| \| Khác \| Khác \| \| 1.60% \| 1.60% \| |           |  |        |        |
| Phiếu Phổ thông |           |  |        |        |
| |           |  |        |        |
| Wilson | Wilson    |  | 41.84% | 41.84% |
| Roosevelt | Roosevelt |  | 27.40% | 27.40% |
| Taft | Taft      |  | 23.17% | 23.17% |
| Debs | Debs      |  | 5.99%  | 5.99%  |
| Khác | Khác      |  | 1.60%  | 1.60%  |

| \| Phiếu Đại cử tri \| Phiếu Đại cử tri \| Phiếu Đại cử tri \| Phiếu Đại cử tri \| Phiếu Đại cử tri \| \| ---------------- \| ---------------- \| ---------------- \| ---------------- \| ---------------- \| \| \| \| \| \| \| \| Wilson \| Wilson \| \| 81.92% \| 81.92% \| \| Roosevelt \| Roosevelt \| \| 16.57% \| 16.57% \| \| Taft \| Taft \| \| 1.51% \| 1.51% \| |           |  |        |        |
| Phiếu Đại cử tri |           |  |        |        |
| |           |  |        |        |
| Wilson | Wilson    |  | 81.92% | 81.92% |
| Roosevelt | Roosevelt |  | 16.57% | 16.57% |
| Taft | Taft      |  | 1.51%  | 1.51%  |

### Kết quả theo tiểu bang
| Bang/quận thắng bởi Wilson/Marshall   |
| Bang/quận thắng bởi Roosevelt/Johnson |
| Bang/quận thắng bởi Taft/Butler       |

|                |                  | Woodrow Wilson Dân chủ | Woodrow Wilson Dân chủ | Woodrow Wilson Dân chủ | Theodore Roosevelt Cấp tiến | Theodore Roosevelt Cấp tiến | Theodore Roosevelt Cấp tiến | William H. Taft Cộng hòa | William H. Taft Cộng hòa | William H. Taft Cộng hòa | Eugene V. Debs Xã hội | Eugene V. Debs Xã hội | Eugene V. Debs Xã hội | Eugene Chafin Cấm rượu | Eugene Chafin Cấm rượu | Eugene Chafin Cấm rượu | Arthur Reimer Lao động XHCN | Arthur Reimer Lao động XHCN | Arthur Reimer Lao động XHCN | Cách biệt | Cách biệt | Tổng số    | Tổng số |
| Tiểu bang      | phiếu đại cử tri | #                      | %                      | phiếu đạibr>cử tri     | #                           | %                           | phiếu đạibr>cử tri          | #                        | %                        | phiếu đạibr>cử tri       | #                     | %                     | phiếu đạibr>cử tri    | #                      | %                      | phiếu đạibr>cử tri     | #                           | %                           | phiếu đạibr>cử tri          | #         | %         | #          |         |
| -------------- | ---------------- | ---------------------- | ---------------------- | ---------------------- | --------------------------- | --------------------------- | --------------------------- | ------------------------ | ------------------------ | ------------------------ | --------------------- | --------------------- | --------------------- | ---------------------- | ---------------------- | ---------------------- | --------------------------- | --------------------------- | --------------------------- | --------- | --------- | ---------- | ------- |
| Alabama        | 12               | 82,438                 | 69.89                  | 12                     | 22,680                      | 19.23                       | -                           | 9,807                    | 8.31                     | -                        | 3,029                 | 2.57                  | -                     | -                      | -                      | -                      | -                           | -                           | -                           | 59,758    | 50.66     | 117,959    | AL      |
| Arizona        | 3                | 10,324                 | 43.52                  | 3                      | 6,949                       | 29.29                       | -                           | 3,021                    | 12.74                    | -                        | 3,163                 | 13.33                 | -                     | 265                    | 1.12                   | -                      | -                           | -                           | -                           | 3,375     | 14.23     | 23,722     | AZ      |
| Arkansas       | 9                | 68,814                 | 55.01                  | 9                      | 21,644                      | 17.30                       | -                           | 25,585                   | 20.45                    | -                        | 8,153                 | 6.52                  | -                     | 908                    | 0.73                   | -                      | -                           | -                           | -                           | 43,229    | 34.55     | 125,104    | AR      |
| California     | 13               | 283,436                | 41.81                  | 2                      | 283,610                     | 41.83                       | 11                          | 3,914                    | 0.58                     | -                        | 79,201                | 11.68                 | -                     | 23,366                 | 3.45                   | -                      | -                           | -                           | -                           | -174      | -0.03     | 673,527    | CA      |
| Colorado       | 6                | 114,232                | 42.80                  | 6                      | 72,306                      | 27.09                       | -                           | 58,386                   | 21.88                    | -                        | 16,418                | 6.15                  | -                     | 5,063                  | 1.90                   | -                      | 475                         | 0.18                        | -                           | 41,926    | 15.71     | 266,880    | CO      |
| Connecticut    | 7                | 74,561                 | 39.16                  | 7                      | 34,129                      | 17.92                       | -                           | 68,324                   | 35.88                    | -                        | 10,056                | 5.28                  | -                     | 2,068                  | 1.09                   | -                      | 1,260                       | 0.66                        | -                           | 6,237     | 3.28      | 190,398    | CT      |
| Delaware       | 3                | 22,631                 | 46.48                  | 3                      | 8,886                       | 18.25                       | -                           | 15,998                   | 32.85                    | -                        | 556                   | 1.14                  | -                     | 623                    | 1.28                   | -                      | -                           | -                           | -                           | 6,633     | 13.62     | 48,694     | DE      |
| Florida        | 6                | 35,343                 | 69.52                  | 6                      | 4,555                       | 8.96                        | -                           | 4,279                    | 8.42                     | -                        | 4,806                 | 9.45                  | -                     | 1,854                  | 3.65                   | -                      | -                           | -                           | -                           | 30,537    | 60.07     | 50,837     | FL      |
| Georgia        | 14               | 93,087                 | 76.63                  | 14                     | 21,985                      | 18.10                       | -                           | 5,191                    | 4.27                     | -                        | 1,058                 | 0.87                  | -                     | 149                    | 0.12                   | -                      | -                           | -                           | -                           | 71,102    | 58.53     | 121,470    | GA      |
| Idaho          | 4                | 33,921                 | 32.08                  | 4                      | 25,527                      | 24.14                       | -                           | 32,810                   | 31.02                    | -                        | 11,960                | 11.31                 | -                     | 1,536                  | 1.45                   | -                      | -                           | -                           | -                           | 1,111     | 1.05      | 105,754    | ID      |
| Illinois       | 29               | 405,048                | 35.34                  | 29                     | 386,478                     | 33.72                       | -                           | 253,593                  | 22.13                    | -                        | 81,278                | 7.09                  | -                     | 15,710                 | 1.37                   | -                      | 4,066                       | 0.35                        | -                           | 18,570    | 1.62      | 1,146,173  | IL      |
| Indiana        | 15               | 281,890                | 43.07                  | 15                     | 162,007                     | 24.75                       | -                           | 151,267                  | 23.11                    | -                        | 36,931                | 5.64                  | -                     | 19,249                 | 2.94                   | -                      | 3,130                       | 0.48                        | -                           | 119,883   | 18.32     | 654,474    | IN      |
| Iowa           | 13               | 185,325                | 37.64                  | 13                     | 161,819                     | 32.87                       | -                           | 119,805                  | 24.33                    | -                        | 16,967                | 3.45                  | -                     | 8,440                  | 1.71                   | -                      | -                           | -                           | -                           | 23,506    | 4.77      | 492,356    | IA      |
| Kansas         | 10               | 143,663                | 39.30                  | 10                     | 120,210                     | 32.88                       | -                           | 74,845                   | 20.47                    | -                        | 26,779                | 7.33                  | -                     | -                      | -                      | -                      | -                           | -                           | -                           | 23,453    | 6.42      | 365,497    | KS      |
| Kentucky       | 13               | 219,484                | 48.48                  | 13                     | 101,766                     | 22.48                       | -                           | 115,510                  | 25.52                    | -                        | 11,646                | 2.57                  | -                     | 3,253                  | 0.72                   | -                      | 1,055                       | 0.23                        | -                           | 103,974   | 22.97     | 452,714    | KY      |
| Louisiana      | 10               | 60,871                 | 76.81                  | 10                     | 9,283                       | 11.71                       | -                           | 3,833                    | 4.84                     | -                        | 5,261                 | 6.64                  | -                     | -                      | -                      | -                      | -                           | -                           | -                           | 51,588    | 65.10     | 79,248     | LA      |
| Maine          | 6                | 51,113                 | 39.43                  | 6                      | 48,495                      | 37.41                       | -                           | 26,545                   | 20.48                    | -                        | 2,541                 | 1.96                  | -                     | 946                    | 0.73                   | -                      | -                           | -                           | -                           | 2,618     | 2.02      | 129,640    | ME      |
| Maryland       | 8                | 112,674                | 48.57                  | 8                      | 57,789                      | 24.91                       | -                           | 54,956                   | 23.69                    | -                        | 3,996                 | 1.72                  | -                     | 2,244                  | 0.97                   | -                      | 322                         | 0.14                        | -                           | 54,885    | 23.66     | 231,981    | MD      |
| Massachusetts  | 18               | 173,408                | 35.53                  | 18                     | 142,228                     | 29.14                       | -                           | 155,948                  | 31.95                    | -                        | 12,616                | 2.58                  | -                     | 2,754                  | 0.56                   | -                      | 1,102                       | 0.23                        | -                           | 17,460    | 3.58      | 488,056    | MA      |
| Michigan       | 15               | 150,751                | 27.36                  | -                      | 214,584                     | 38.95                       | 15                          | 152,244                  | 27.63                    | -                        | 23,211                | 4.21                  | -                     | 8,934                  | 1.62                   | -                      | 1,252                       | 0.23                        | -                           | -62,340   | -11.31    | 550,976    | MI      |
| Minnesota      | 12               | 106,426                | 31.84                  | -                      | 125,856                     | 37.66                       | 12                          | 64,334                   | 19.25                    | -                        | 27,505                | 8.23                  | -                     | 7,886                  | 2.36                   | -                      | 2,212                       | 0.66                        | -                           | -19,430   | -5.81     | 334,219    | MN      |
| Mississippi    | 10               | 57,324                 | 88.90                  | 10                     | 3,549                       | 5.50                        | -                           | 1,560                    | 2.42                     | -                        | 2,050                 | 3.18                  | -                     | -                      | -                      | -                      | -                           | -                           | -                           | 53,775    | 83.39     | 64,483     | MS      |
| Missouri       | 18               | 330,746                | 47.35                  | 18                     | 124,375                     | 17.80                       | -                           | 207,821                  | 29.75                    | -                        | 28,466                | 4.07                  | -                     | 5,380                  | 0.77                   | -                      | 1,778                       | 0.25                        | -                           | 122,925   | 17.60     | 698,566    | MO      |
| Montana        | 4                | 27,941                 | 35.00                  | 4                      | 22,456                      | 28.13                       | -                           | 18,512                   | 23.19                    | -                        | 10,885                | 13.64                 | -                     | 32                     | 0.04                   | -                      | -                           | -                           | -                           | 5,485     | 6.87      | 79,826     | MT      |
| Nebraska       | 8                | 109,008                | 43.69                  | 8                      | 72,681                      | 29.13                       | -                           | 54,226                   | 21.74                    | -                        | 10,185                | 4.08                  | -                     | 3,383                  | 1.36                   | -                      | -                           | -                           | -                           | 36,327    | 14.56     | 249,483    | NE      |
| Nevada         | 3                | 7,986                  | 39.70                  | 3                      | 5,620                       | 27.94                       | -                           | 3,196                    | 15.89                    | -                        | 3,313                 | 16.47                 | -                     | -                      | -                      | -                      | -                           | -                           | -                           | 2,366     | 11.76     | 20,115     | NV      |
| New Hampshire  | 4                | 34,724                 | 39.48                  | 4                      | 17,794                      | 20.23                       | -                           | 32,927                   | 37.43                    | -                        | 1,981                 | 2.25                  | -                     | 535                    | 0.61                   | -                      | -                           | -                           | -                           | 1,797     | 2.04      | 87,961     | NH      |
| New Jersey     | 14               | 178,289                | 41.20                  | 14                     | 145,410                     | 33.60                       | -                           | 88,835                   | 20.53                    | -                        | 15,948                | 3.69                  | -                     | 2,936                  | 0.68                   | -                      | 1,321                       | 0.31                        | -                           | 32,879    | 7.60      | 432,739    | NJ      |
| New Mexico     | 3                | 20,437                 | 41.39                  | 3                      | 8,347                       | 16.90                       | -                           | 17,733                   | 35.91                    | -                        | 2,859                 | 5.79                  | -                     | -                      | -                      | -                      | -                           | -                           | -                           | 2,704     | 5.48      | 49,376     | NM      |
| New York       | 45               | 655,573                | 41.27                  | 45                     | 390,093                     | 24.56                       | -                           | 455,487                  | 28.68                    | -                        | 63,434                | 3.99                  | -                     | 19,455                 | 1.22                   | -                      | 4,273                       | 0.27                        | -                           | 200,086   | 12.60     | 1,588,315  | NY      |
| North Carolina | 12               | 144,407                | 59.24                  | 12                     | 69,135                      | 28.36                       | -                           | 29,129                   | 11.95                    | -                        | 987                   | 0.40                  | -                     | 118                    | 0.05                   | -                      | -                           | -                           | -                           | 75,272    | 30.88     | 243,776    | NC      |
| North Dakota   | 5                | 29,555                 | 34.14                  | 5                      | 25,726                      | 29.71                       | -                           | 23,090                   | 26.67                    | -                        | 6,966                 | 8.05                  | -                     | 1,243                  | 1.44                   | -                      | -                           | -                           | -                           | 3,829     | 4.42      | 86,580     | ND      |
| Ohio           | 24               | 424,834                | 40.96                  | 24                     | 229,807                     | 22.16                       | -                           | 278,168                  | 26.82                    | -                        | 90,144                | 8.69                  | -                     | 11,511                 | 1.11                   | -                      | 2,630                       | 0.25                        | -                           | 146,666   | 14.14     | 1,037,094  | OH      |
| Oklahoma       | 10               | 119,156                | 46.95                  | 10                     | -                           | -                           | -                           | 90,786                   | 35.77                    | -                        | 41,674                | 16.42                 | -                     | 2,185                  | 0.86                   | -                      | -                           | -                           | -                           | 28,370    | 11.18     | 253,801    | OK      |
| Oregon         | 5                | 47,064                 | 34.34                  | 5                      | 37,600                      | 27.44                       | -                           | 34,673                   | 25.30                    | -                        | 13,343                | 9.74                  | -                     | 4,360                  | 3.18                   | -                      | -                           | -                           | -                           | 9,464     | 6.91      | 137,040    | OR      |
| Pennsylvania   | 38               | 395,637                | 32.49                  | -                      | 444,894                     | 36.53                       | 38                          | 273,360                  | 22.45                    | -                        | 83,614                | 6.87                  | -                     | 19,525                 | 1.60                   | -                      | 706                         | 0.06                        | -                           | -49,257   | -4.04     | 1,217,736  | PA      |
| Rhode Island   | 5                | 30,412                 | 39.04                  | 5                      | 16,878                      | 21.67                       | -                           | 27,703                   | 35.56                    | -                        | 2,049                 | 2.63                  | -                     | 616                    | 0.79                   | -                      | 236                         | 0.30                        | -                           | 2,709     | 3.48      | 77,894     | RI      |
| South Carolina | 9                | 48,357                 | 95.94                  | 9                      | 1,293                       | 2.57                        | -                           | 536                      | 1.06                     | -                        | 164                   | 0.33                  | -                     | -                      | -                      | -                      | -                           | -                           | -                           | 47,064    | 93.37     | 50,350     | SC      |
| South Dakota   | 5                | 48,942                 | 42.07                  | -                      | 58,811                      | 50.56                       | 5                           | -                        | -                        | -                        | 4,662                 | 4.01                  | -                     | 3,910                  | 3.36                   | -                      | -                           | -                           | -                           | -9,869    | -8.48     | 116,325    | SD      |
| Tennessee      | 12               | 133,021                | 52.80                  | 12                     | 54,041                      | 21.45                       | -                           | 60,475                   | 24.00                    | -                        | 3,564                 | 1.41                  | -                     | 832                    | 0.33                   | -                      | -                           | -                           | -                           | 72,546    | 28.80     | 251,933    | TN      |
| Texas          | 20               | 221,589                | 72.73                  | 20                     | 28,853                      | 8.86                        | -                           | 26,755                   | 9.45                     | -                        | 25,743                | 8.25                  | -                     | 1,738                  | 0.57                   | -                      | 442                         | 0.14                        | -                           | 192,736   | 63.17     | 305,120    | TX      |
| Utah           | 4                | 36,579                 | 32.55                  | -                      | 24,174                      | 21.51                       | -                           | 42,100                   | 37.46                    | 4                        | 9,023                 | 8.03                  | -                     | -                      | -                      | -                      | 510                         | 0.45                        | -                           | -5,521    | -4.91     | 112,386    | UT      |
| Vermont        | 4                | 15,354                 | 24.43                  | -                      | 22,132                      | 35.22                       | -                           | 23,332                   | 37.13                    | 4                        | 928                   | 1.48                  | -                     | 1,095                  | 1.74                   | -                      | -                           | -                           | -                           | -1,200    | -1.91     | 62,841     | VT      |
| Virginia       | 12               | 90,332                 | 65.95                  | 12                     | 21,776                      | 15.90                       | -                           | 23,288                   | 17.00                    | -                        | 820                   | 0.60                  | -                     | 709                    | 0.52                   | -                      | 50                          | 0.04                        | -                           | 67,044    | 48.95     | 136,975    | VA      |
| Washington     | 7                | 86,840                 | 26.90                  | -                      | 113,698                     | 35.22                       | 7                           | 70,445                   | 21.82                    | -                        | 40,134                | 12.43                 | -                     | 9,810                  | 3.04                   | -                      | 1,872                       | 0.58                        | -                           | -26,858   | -8.32     | 322,799    | WA      |
| West Virginia  | 8                | 113,197                | 42.11                  | 8                      | 79,112                      | 29.43                       | -                           | 56,754                   | 21.11                    | -                        | 15,248                | 5.67                  | -                     | 4,517                  | 1.68                   | -                      | -                           | -                           | -                           | 34,085    | 12.68     | 268,828    | WV      |
| Wisconsin      | 13               | 164,230                | 41.06                  | 13                     | 62,448                      | 15.61                       | -                           | 130,596                  | 32.65                    | -                        | 33,476                | 8.37                  | -                     | 8,584                  | 2.15                   | -                      | 632                         | 0.16                        | -                           | 33,634    | 8.41      | 399,966    | WI      |
| Wyoming        | 3                | 15,310                 | 36.20                  | 3                      | 9,232                       | 21.83                       | -                           | 14,560                   | 34.42                    | -                        | 2,760                 | 6.53                  | -                     | 434                    | 1.03                   | -                      | -                           | -                           | -                           | 750       | 1.77      | 42,296     | WY      |
| TỔNG SỐ        | 531              | 6,296,284              | 41.84                  | 435                    | 4,122,721                   | 27.40                       | 88                          | 3,486,242                | 23.17                    | 8                        | 901,551               | 5.99                  | -                     | 208,156                | 1.38                   | -                      | 29,324                      | 0.19                        | -                           | 2,173,563 | 14.44     | 15,044,278 | US      |

### Bang chuyển sự ủng hộ từ Đảng Cộng hòa sang Đảng Dân chủ
- Connecticut
- Delaware
- Idaho
- Illinois
- Indiana
- Iowa
- Kansas
- Maine
- Maryland
- Massachusetts
- Montana
- New Jersey
- New York
- New Hampshire
- North Dakota
- Ohio
- Oregon
- Rhode Island
- Wisconsin
- West Virginia
- Wyoming

### Bang chuyển sự ủng hộ từ Đảng Cộng hòa sang Đảng Cấp tiến
- California
- Michigan
- Minnesota
- Pennsylvania
- South Dakota
- Washington

### Tiểu bang sít sao
Các bang có cách biệt chiến thắng dưới 1% (13 phiếu đại cử tri):
1. California, 0.03% (174 phiếu)

Các bang có cách biệt chiến thắng dưới 5% (142 phiếu đại cử tri):
1. Idaho, 1.05% (1,111 phiếu)
2. Illinois, 1.62% (18,570 phiếu)
3. Wyoming, 1.77% (750 phiếu)
4. Vermont, 1.91% (1,200 phiếu)
5. Maine, 2.02% (2,618 phiếu)
6. New Hampshire, 2.04% (1,797 phiếu)
7. Connecticut, 3.28% (6,237 phiếu)
8. Rhode Island, 3.48% (2,709 phiếu)
9. Massachusetts, 3.58% (17,460 phiếu)
10. Pennsylvania, 4.04% (49,257 phiếu)
11. North Dakota, 4.42% (3,829 phiếu)
12. Iowa, 4.77% (23,506 phiếu)
13. Utah, 4.91% (5,521 phiếu)

Các bang có cách biệt chiến thắng từ 5% đến 10% (73 phiếu đại cử tri):
1. New Mexico, 5.48% (2,704 phiếu)
2. Minnesota, 5.81% (19,430 phiếu)
3. Kansas, 6.42% (23,453 phiếu)
4. Montana, 6.87% (5,485 phiếu)
5. Oregon, 6.91% (9,464 phiếu)
6. New Jersey, 7.60% (32,879 phiếu)
7. Washington, 8.32% (26,858 phiếu)
8. Wisconsin, 8.41% (33,634 phiếu)
9. South Dakota, 8.48% (9,869 phiếu)

Tiểu bang quyết định:
1. New York, 12.6% (200,086 phiếu) (cho chiến thắng của Wilson)
2. Ohio, 18.9% (146,666 phiếu) (cho chiến thắng của Roosevelt)
3. New Hampshire, 37.2% (32,743 phiếu) (cho chiến thắng của Debs)

Các quận với tỷ lệ phiếu bầu cho Đảng Dân chủ cao nhất:
1. Quận Greenville, South Carolina 100%
2. Quận Marlboro, South Carolina 100%
3. Quận Hampton, South Carolina 100%
4. Quận Jasper, South Carolina 100%
5. Quận Reagan, Texas 100%

Các quận với tỷ lệ phiếu bầu cho Đảng Cấp tiến cao nhất:
1. Quận Scott, Tennessee 75.15%
2. Quận Campbell, South Dakota 74.93%
3. Quận Avery, North Carolina 72.69%
4. Quận Hutchinson, South Dakota 67.84%
5. Quận Hamlin, South Dakota 66.79%

Các quận với tỷ lệ phiếu bầu cho Đảng Cộng hòa cao nhất:
1. Quận Zapata, Texas 80.89%
2. Quận Valencia, New Mexico 77.25%
3. Quận Kane, Utah 75.40%
4. Quận Clinton, Kentucky 64.79%
5. Quận Huerfano, Colorado 63.36%

Các quận với tỷ lệ phiếu bầu cho ứng cử viên Khác cao nhất:
1. Quận Lake, Minnesota 36.81%
2. Quận Crawford, Kansas 35.28%
3. Quận Marshall, Oklahoma 34.94%
4. Quận McCurtain, Oklahoma 31.83%
5. Quận Okfuskee, Oklahoma 30.90%

### Bản đồ

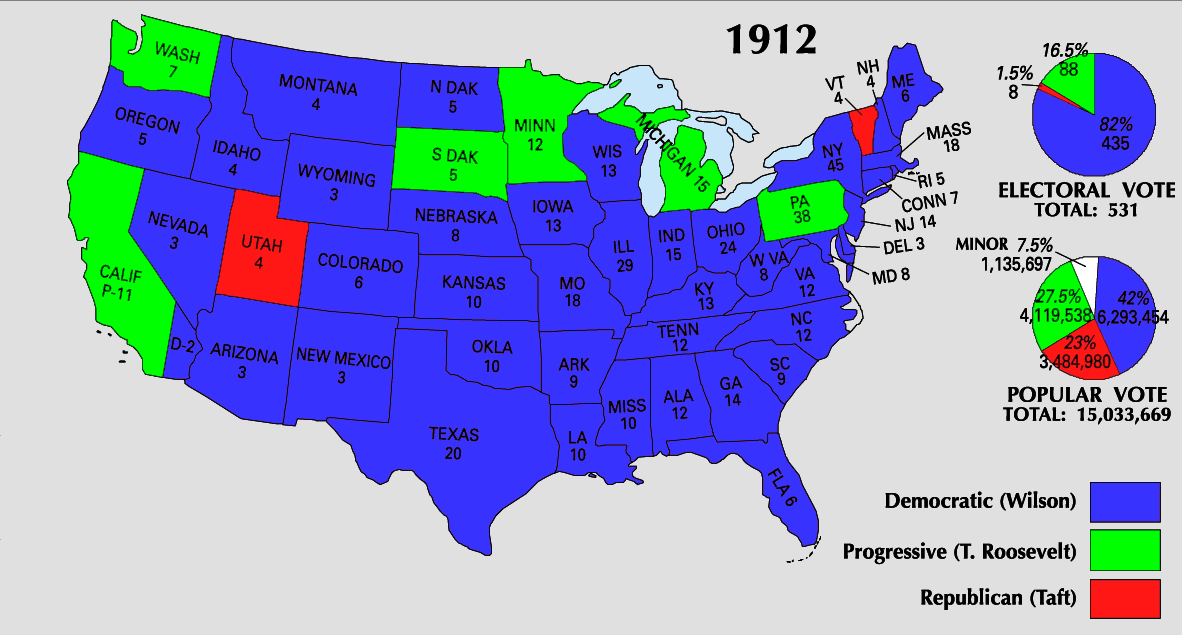
Kết quả theo bang
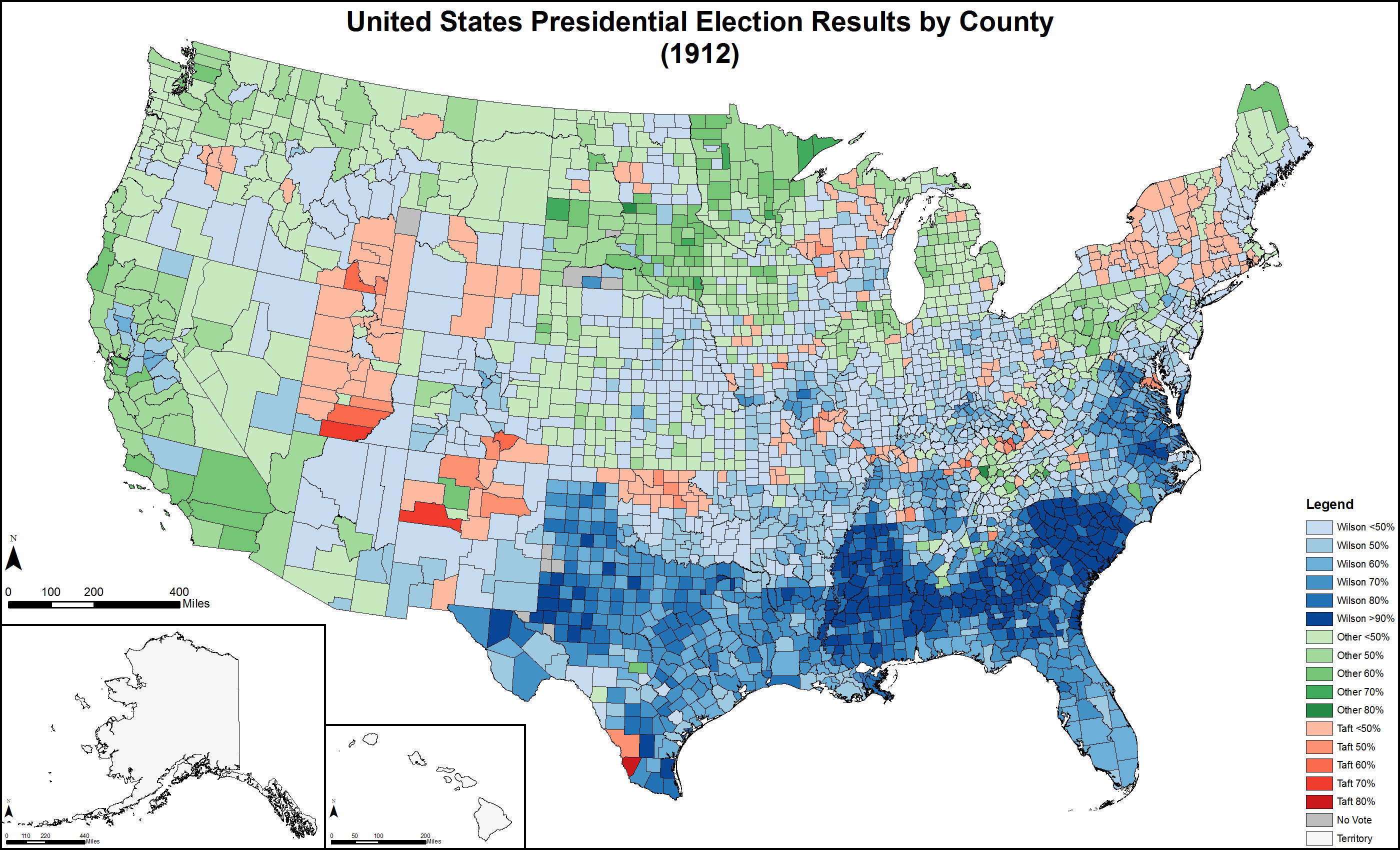
Kết quả theo quận
Kết quả theo quận, được tô sắc theo phần trăm phiếu bầu
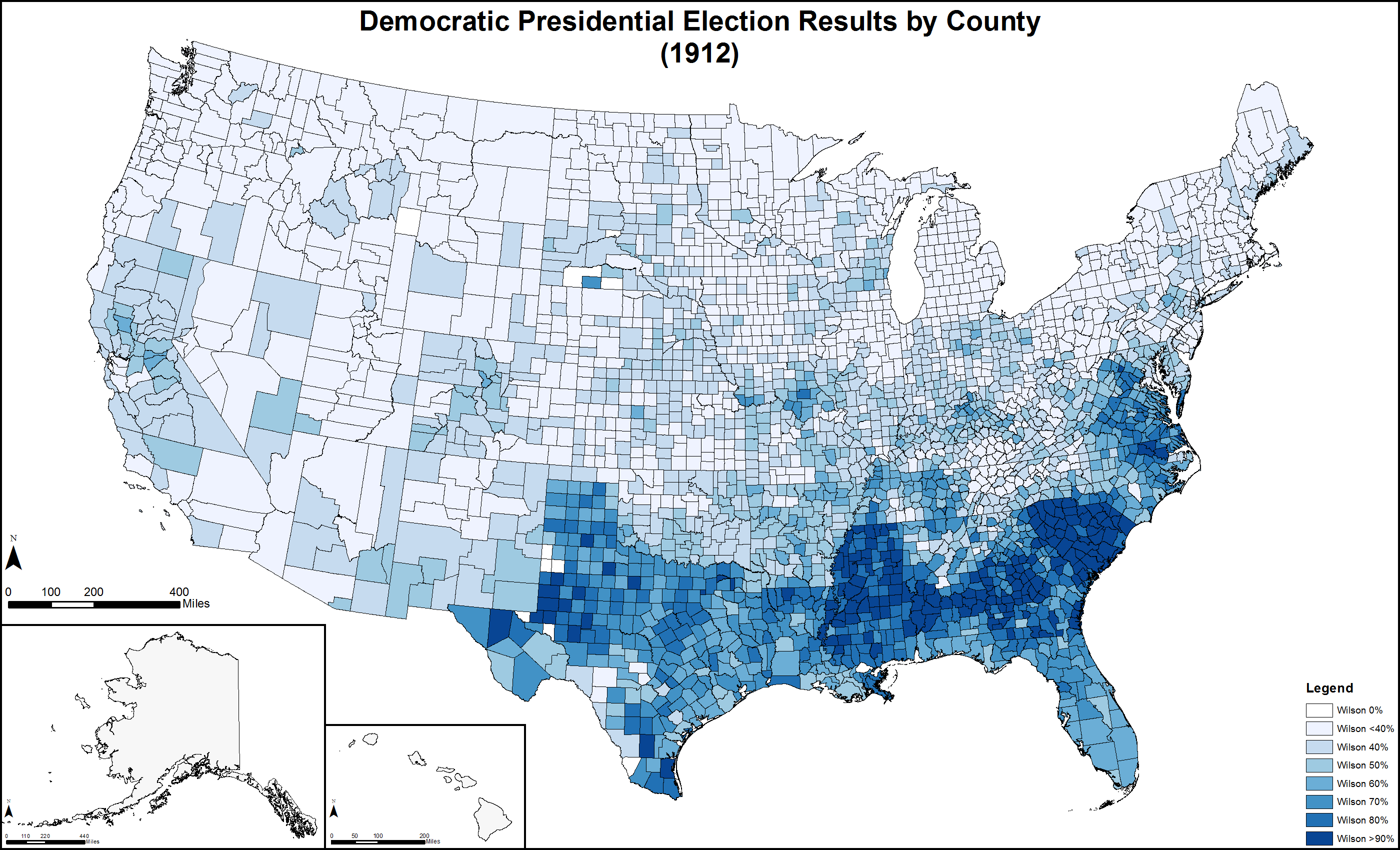
Quận bầu cho Đảng Dân chủ, được tô sắc theo phần trăm phiếu bầu
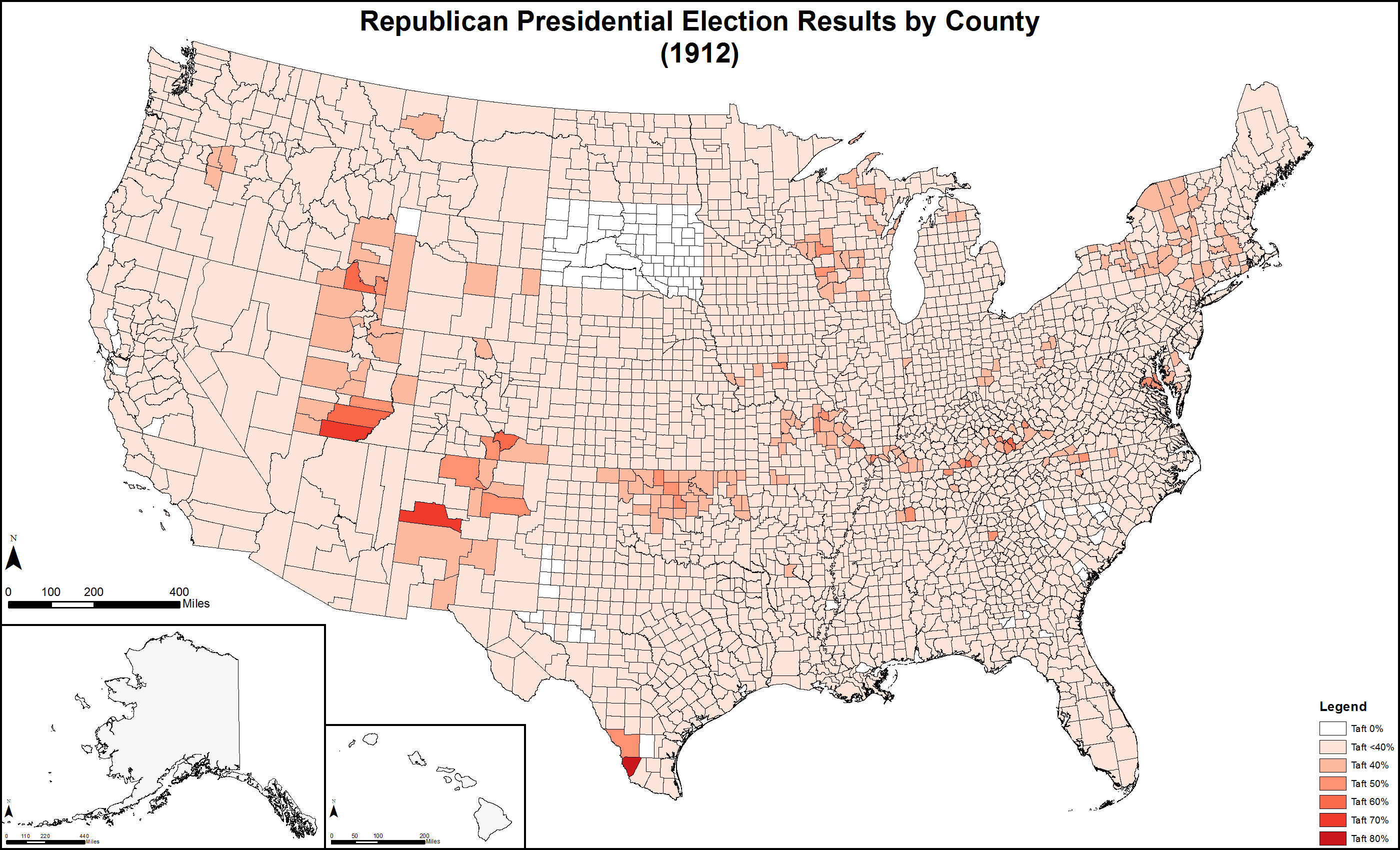
Quận bầu cho Đảng Cộng hòa, được tô sắc theo phần trăm phiếu bầu
Quận bầu cho Đảng Xã hội, được tô sắc theo phần trăm phiếu bầu
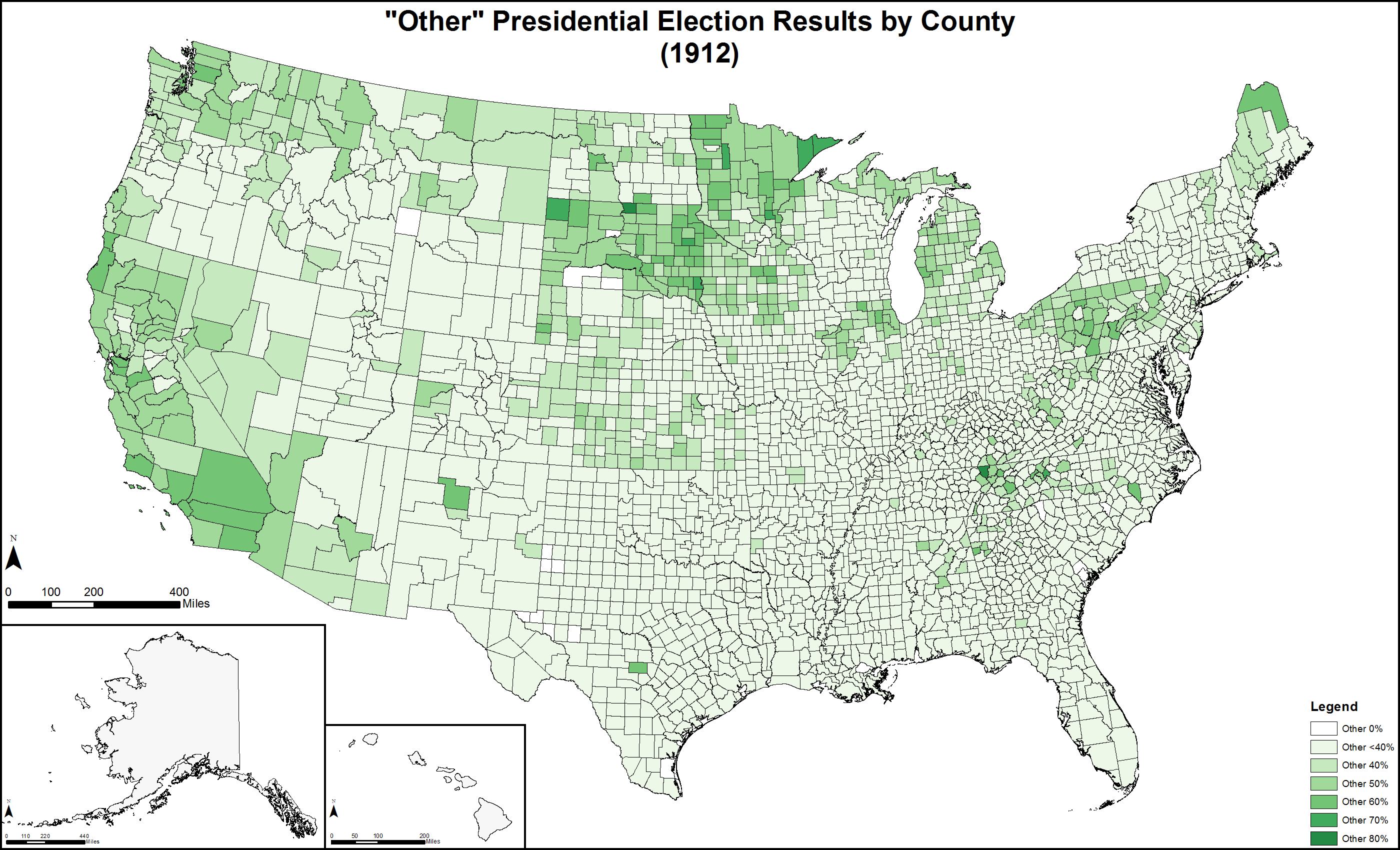
Quận bầu cho ứng cử viên "Khác" (gồm cả Đảng Xã hội), được tô sắc theo phần trăm phiếu bầu
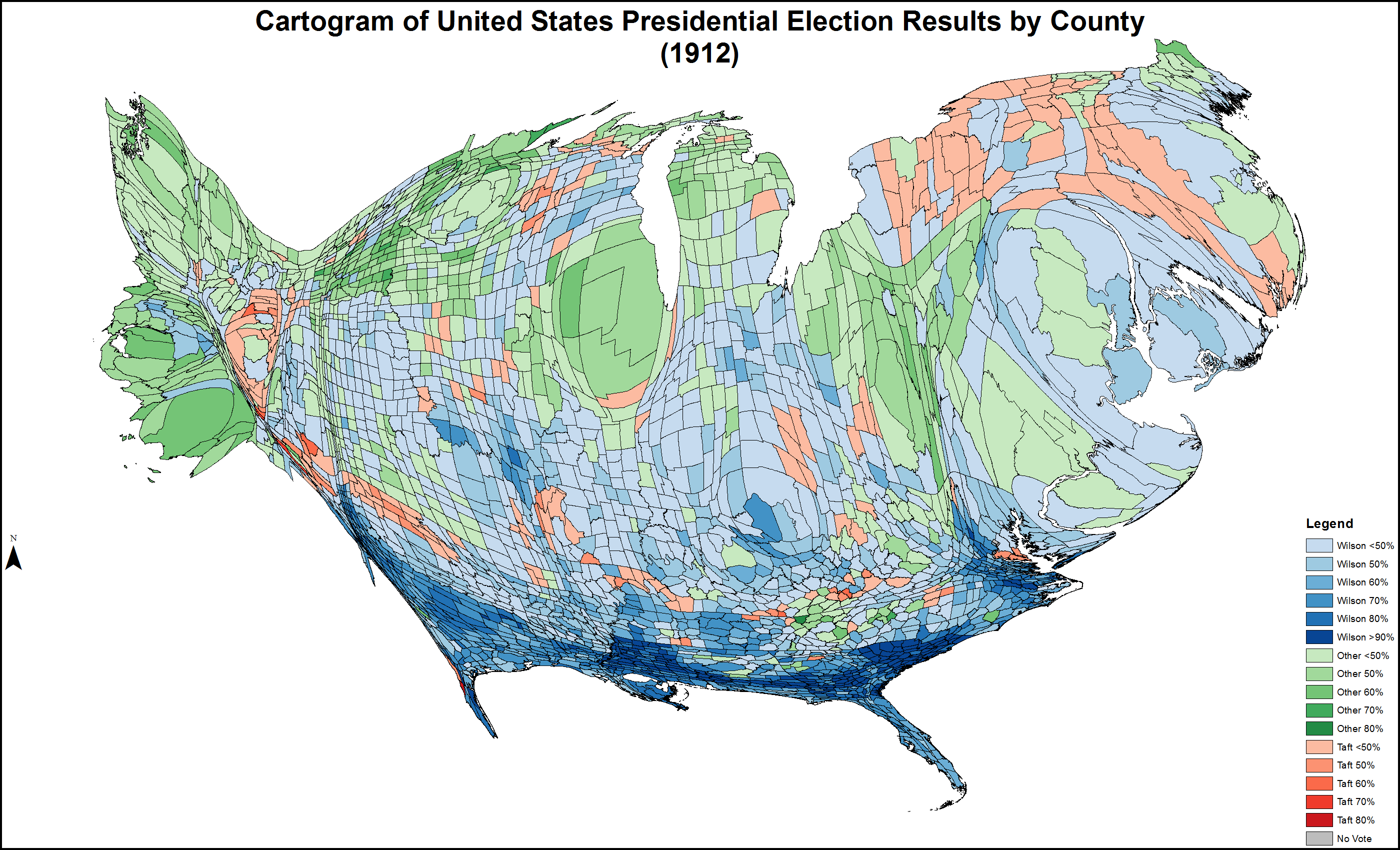
Tích đồ biểu thị kết quả theo quận
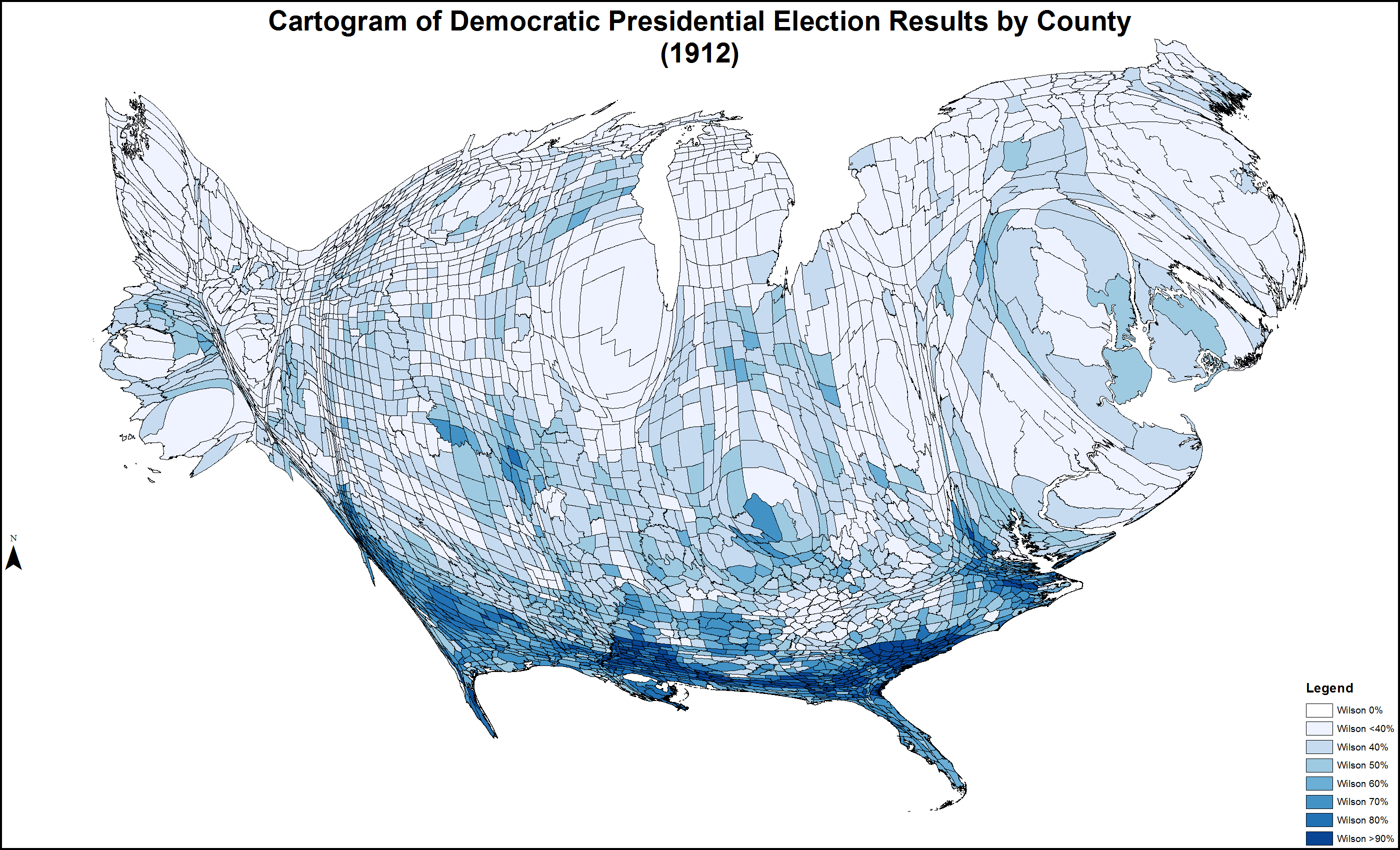
Tích đồ biểu thị quận bầu cho Đảng Dân chủ
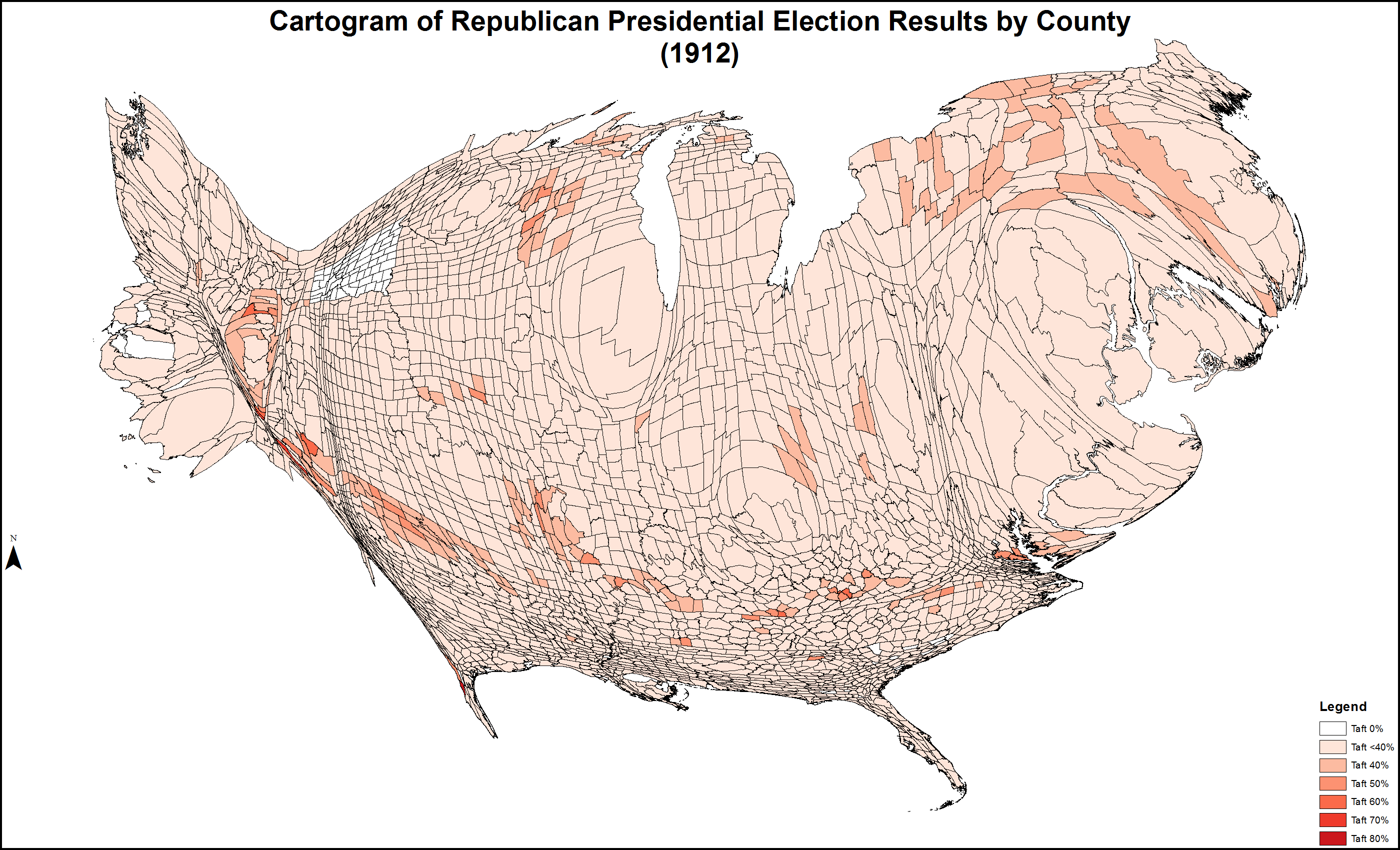
Tích đồ biểu thị quận bầu cho Đảng Cộng hòa
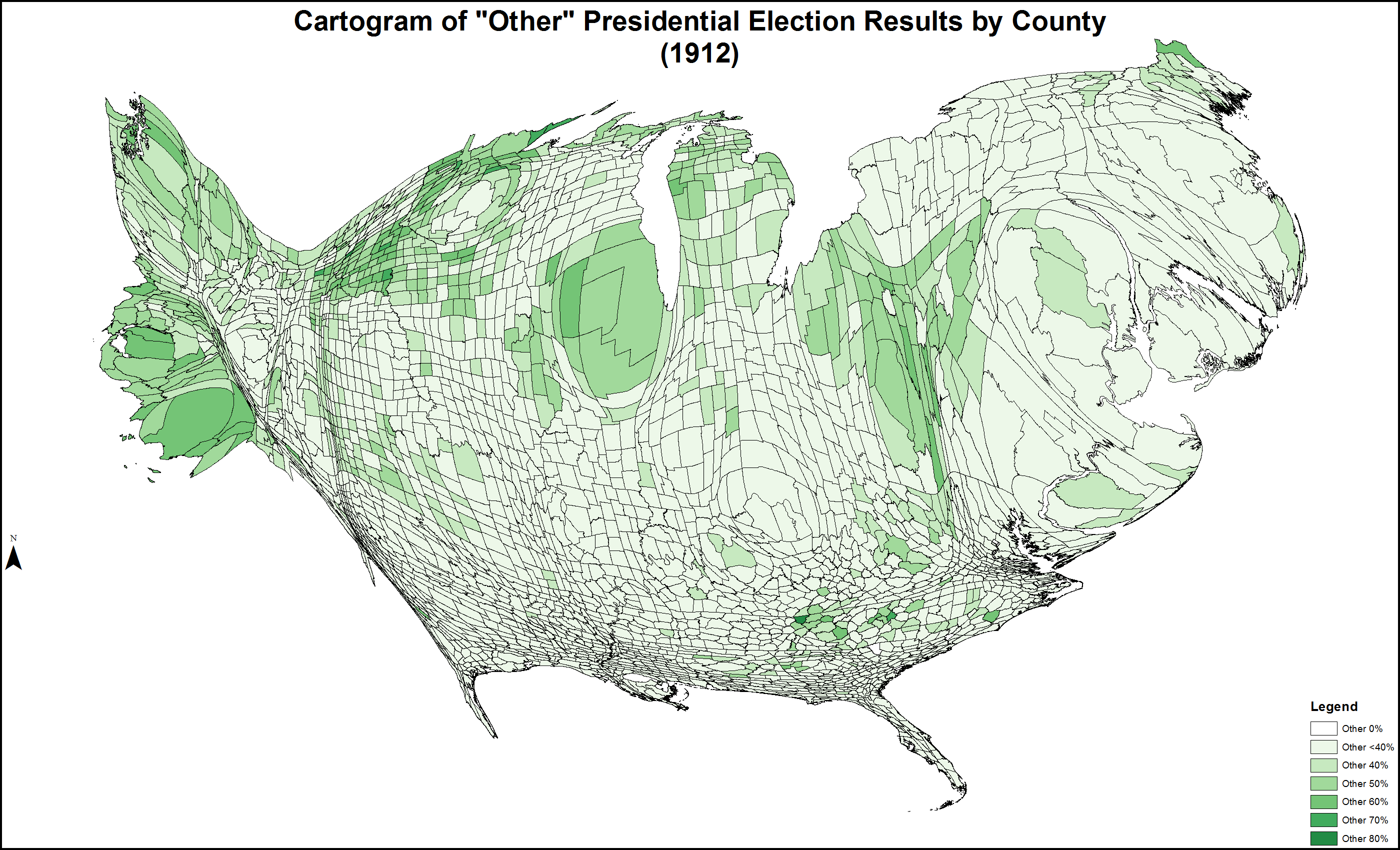
Tích đồ biểu thị quận bầu cho ứng cử viên "Khác"

## Kết quả ở các thành phố lớn
Kết quả của các thành phố khác nhau trong 100 đô thị lớn nhất theo cuộc điều tra dân số Hoa Kỳ năm 1910.
| Thành phố      | Bang | Wilson  | Taft    | Roosevelt | Debs   | Khác  | Tổng cộng |
| -------------- | ---- | ------- | ------- | --------- | ------ | ----- | --------- |
| San Francisco  | CA   | 48,953  | 65      | 38,610    | 12,354 | 1,166 | 101,148   |
| Oakland        | CA   | 11,210  | 0       | 14,221    | 1,549  | 525   | 27,505    |
| Denver         | CO   | 26,690  | 8,155   | 25,154    | 2,750  | 764   | 63,513    |
| Bridgeport     | CT   | 5,870   | 4,625   | 3,654     | 1,511  | 284   | 15,944    |
| Hartford       | CT   | 7,481   | 6,396   | 2,467     | 849    | 258   | 17,451    |
| New Haven      | CT   | 8,946   | 7,291   | 3,252     | 1,696  | 442   | 21,627    |
| Waterbury      | CT   | 4,440   | 3,261   | 1,675     | 787    | 212   | 10,375    |
| Des Moines     | IA   | 6,005   | 3,669   | 6,432     |        |       |           |
| Chicago        | IL   | 124,297 | 71,030  | 150,290   | 53,743 | 2,806 | 402,166   |
| Ft. Wayne      | IN   | 4,892   | 1,896   | 2,793     |        |       |           |
| Indianapolis   | IN   | 18,306  | 8,722   | 9,693     |        |       |           |
| New Orleans    | LA   | 26,433  | 904     | 5,692     |        |       |           |
| Boston         | MA   | 43,065  | 21,427  | 21,533    | 1,818  | 428   | 88,271    |
| Cambridge      | MA   | 6,667   | 3,362   | 3,403     | 192    | 68    | 13,692    |
| Fall River     | MA   | 5,160   | 4,224   | 3,453     | 219    | 256   | 13,312    |
| Lowell         | MA   | 5,459   | 3,034   | 3,783     | 170    | 82    | 12,528    |
| Lynn           | MA   | 4,595   | 4,144   | 4,764     | 583    | 178   | 14,264    |
| New Bedford    | MA   | 3,290   | 4,177   | 1,905     | 626    | 98    | 10,096    |
| Somerville     | MA   | 4,062   | 3,757   | 4,072     | 176    | 78    | 12,145    |
| Springfield    | MA   | 4,375   | 5,167   | 3,161     | 555    | 58    | 13,316    |
| Worcester      | MA   | 6,049   | 10,532  | 4,818     | 230    | 140   | 21,769    |
| Baltimore      | MD   | 48,030  | 15,597  | 33,679    | 1,763  | 253   | 99,322    |
| Portland       | ME   | 4,242   | 2,776   | 3,305     | 197    | 58    | 10,578    |
| Kansas City    | MO   | 26,954  | 4,646   | 20,894    | 1,470  | 465   | 54,429    |
| St. Louis      | MO   | 58,845  | 46,509  | 24,746    | 9,159  | 1,068 | 140,327   |
| Manchester     | NH   | 4,502   | 4,022   | 2,165     | 520    | 35    | 11,244    |
| Bayonne        | NJ   | 3,717   | 1,184   | 2,552     |        |       |           |
| Camden         | NJ   | 6,895   | 5,517   | 4,707     |        |       |           |
| Elizabeth      | NJ   | 5,139   | 1,900   | 3,953     |        |       |           |
| Jersey City    | NJ   | 21,069  | 4,070   | 11,986    |        |       |           |
| Newark         | NJ   | 14,031  | 10,780  | 19,721    |        |       |           |
| Paterson       | NJ   | 7,437   | 3,007   | 7,223     |        |       |           |
| Trenton        | NJ   | 5,146   | 3,898   | 4,753     |        |       |           |
| Buffalo        | NY   | 26,192  | 14,433  | 20,769    |        |       |           |
| New York City  | NY   | 312,426 | 126,582 | 188,896   | 33,239 | 2,730 | 663,873   |
| Rochester      | NY   | 13,430  | 12,230  | 11,102    | 2,593  | 636   | 39,991    |
| Yonkers        | NY   | 5,533   | 4,056   | 4,536     | 354    | 49    | 14,528    |
| Cincinnati     | OH   | 31,221  | 30,588  | 9,970     | 6,520  | 401   | 78,700    |
| Allentown      | PA   | 4,627   | 1,224   | 3,475     | 686    | 59    | 10,071    |
| Erie           | PA   | 3,407   | 2,378   | 1,898     | 1,464  | 140   | 9,287     |
| Philadelphia   | PA   | 66,308  | 91,944  | 82,963    | 9,784  | 691   | 251,690   |
| Pittsburgh     | PA   | 17,352  | 14,658  | 25,394    | 8,498  | 534   | 66,436    |
| Reading        | PA   | 6,130   | 1,657   | 6,719     | 2,800  | 83    | 17,389    |
| Scranton       | PA   | 6,193   | 1,817   | 7,971     | 564    | 214   | 16,759    |
| Wilkes-Barre   | PA   | 2,905   | 1,178   | 3,951     | 219    | 47    | 8,300     |
| Salt Lake City | UT   | 7,488   | 8,964   | 6,587     | 2,498  |       |           |
| Norfolk        | VA   | 3,539   | 195     | 451       | 33     | 10    | 4,228     |
| Richmond       | VA   | 5,636   | 405     | 483       | 91     | 12    | 6,627     |
| Milwaukee      | WI   | 24,501  | 15,092  | 5,127     | 17,708 | 511   | 62,939    |